# Otto von Bismarck
Otto Eduard Leopold von Bismarck-Schönhausen (1 tháng 4 năm 1815 – 30 tháng 7 năm 1898) là một chính trị gia người Đức, ông là người lãnh đạo nước Đức và châu Âu từ năm 1862 đến năm 1890, khi bị vua Wilhelm II ép từ chức. Năm 1871, sau chiến thắng các cuộc chiến tranh với Đan Mạch (1864), Áo (1866) và Pháp (1870 – 1871), ông đã thống nhất các bang Đức (ngoại trừ Đế quốc Áo) thành một Đế quốc Đức hùng mạnh dưới sự lãnh đạo của Phổ. Sau đó, ông xây dựng cục diện cân bằng quyền lực, duy trì thành công nền hòa bình ở châu Âu từ năm 1871 đến 1914. Trong cuốn tiểu sử Bismarck: A Life, sử gia Hoa Kỳ Jonathan Steinberg nhìn nhận ông là "thiên tài chính trị thế kỷ 19".
Trên cương vị là Thủ tướng Phổ từ năm 1862 tới năm 1890, Bismarck đã khơi mào các cuộc chiến đưa thế lực của Phổ vượt lên Áo và Pháp; đồng thời biến Phổ thành nhà nước lãnh đạo, dẫn dắt các nhà nước khác thuộc dân tộc Đức. 
Thắng lợi của Phổ trong các chiến tranh do ông phát động cũng đè bẹp sự phản kháng của phe tự do trong Quốc hội Phổ đối với chính sách mở rộng quân đội của vua Wilhelm I.
Vào năm 1867, ông cũng trở thành Thủ tướng Liên bang Bắc Đức. Otto von Bismarck trở thành vị Thủ tướng đầu tiên của một nước Đức thống nhất sau Hiệp ước Versailles (1871) và chèo lái hầu hết các vấn đề chính sự của đất nước cho đến khi bị tân Hoàng đế Wilhelm II sa thải vào năm 1890.
Đường lối ngoại giao thực dụng (Realpolitik) và cai trị nghiêm khắc của Bismarck mang lại cho ông biệt danh "Thủ tướng Sắt" (Eiserne Kanzler). 
Nhà ngoại giao Hoa Kỳ Henry Kissinger ghi nhận:
Con người của 'sắt và máu' đã viết nên áng văn sáng ngời về sự chính trực, sánh ngang với lối sử dụng tiếng Anh một cách súc tích của Churchill
Ông thực hiện chính sách cân bằng quyền lực để duy trì sự ổn định của nước Đức và châu Âu trong các thập niên 1870 và 1880. 
Ông đã gây dựng một quốc gia dân tộc mới, đồng thời hình thành nhà nước phúc lợi đầu tiên trên thế giới thông qua đạo luật thiết lập chế độ lương hưu cho người lao động vào năm 1889. 
Mặc dù bản thân Bismarck không ưa chủ nghĩa thực dân vì ông coi việc sở hữu thuộc địa là một gánh nặng cho Đức, ông buộc phải miễn cưỡng xây dựng nên một đế quốc hải ngoại vào lúc cả tầng lớp thống trị lẫn đại chúng đều đã yêu cầu thực hiện điều đó; Bismarck ban đầu cũng phản đối việc Đức sáp nhập Alsace–Lorraine từ Pháp vì nó sẽ gây ra mối thù hằn của Pháp với Đức, điều mà sẽ trở thành 1 sự thực sau này.
Bismarck, một tín đồ Luther mộ đạo, luôn trung thành với Wilhelm I, đổi lại nhà vua luôn tin dùng và tán đồng với các đường lối của Bismarck. 
Khi Đế quốc Đức mới thành lập, ông đã cho thực hiện quyền phổ thông đầu phiếu đối với nam giới, Bismarck không ưa chuộng nền dân chủ và cai trị đất nước thông qua một guồng máy chính trị vững mạnh, bài bản với quyền lực nằm trong tay tầng lớp ưu tú Junker đại diện cho giới quý tộc địa chủ ở miền đông.
Bản thân Bismarck cũng là một địa chủ quý tộc Junker, với phẩm chất linh hoạt và độc đoán. 
Ông có tầm nhìn xa về quốc nội và quốc tế, và cả khả năng nhìn nhận vấn đề trước mắt, khả năng giải quyết cùng lúc nhiều vấn đề phức tạp.
Là trụ cột của "chủ nghĩa bảo thủ cách mạng" Bismarck đã trở thành người hùng trong mắt của những người dân tộc chủ nghĩa Đức. 
Họ xây dựng hàng trăm đài tưởng niệm để ca ngợi sự mẫu mực của một nhà lãnh đạo bảo thủ.
Các nhà sử học thường ca ngợi ông là nhà chính khách đã giữ vững nền hòa bình ở châu Âu, là người đóng vai trò chủ chốt trong quá trình thống nhất nước Đức và đồng thời là cha đẻ của bộ máy quân đội và chính quyền trứ danh của nhà nước Đức.

## Thời trẻ

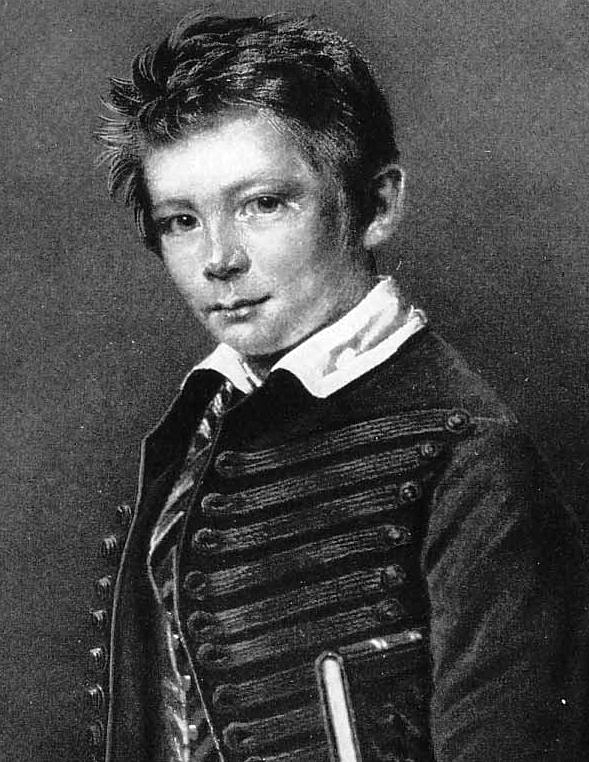
Bismarck lúc bảy tuổi.

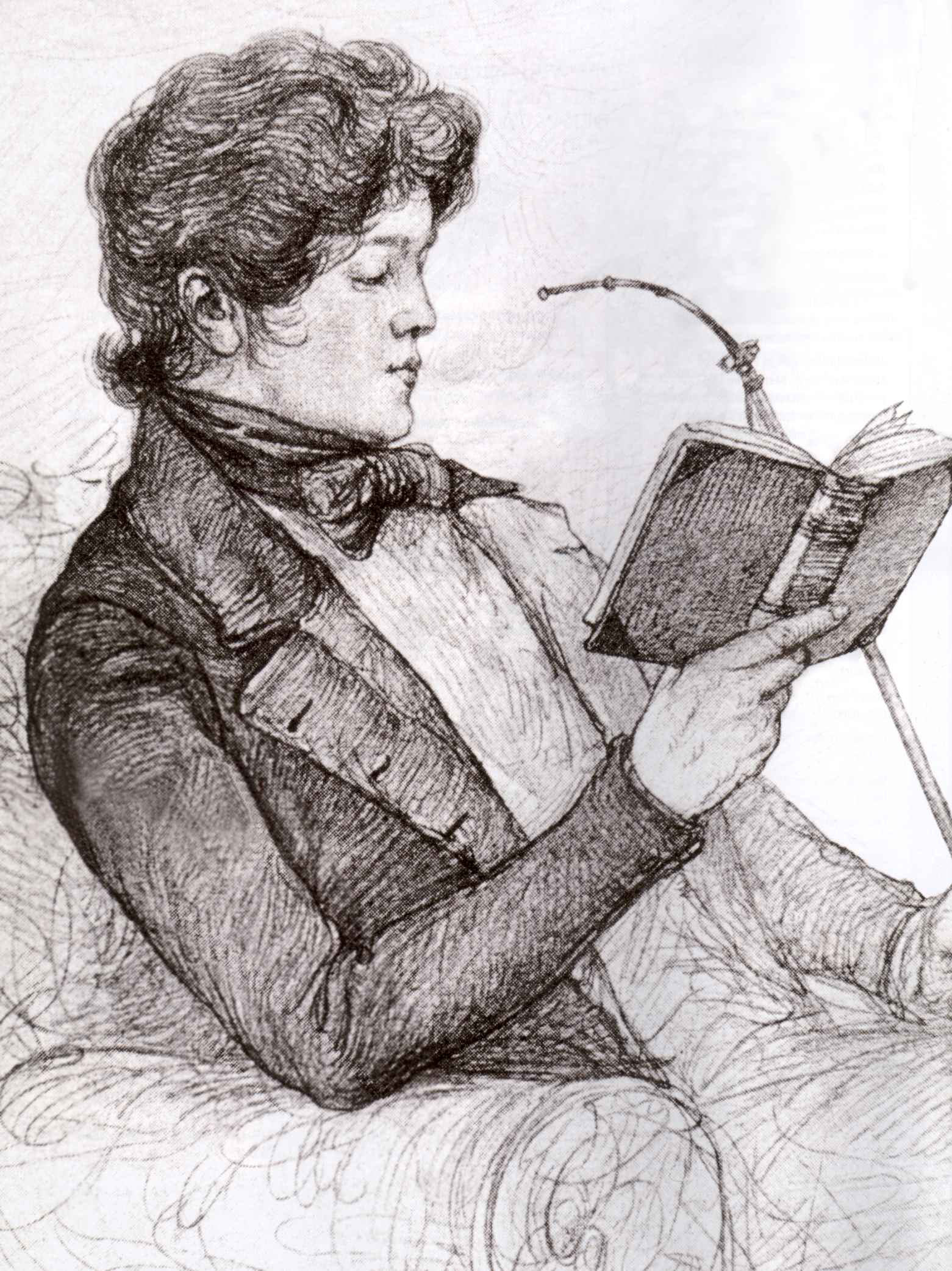
Khi 19 tuổi tại Göttingen (Lý tưởng hóa của Christian Wilhelm Allers, 1893)

Otto von Bismarck sinh ra ở Schönhausen, phía Tây thành phố Berlin, tỉnh Sachsen thuộc Vương quốc Phổ, là con thứ tư 
trong một gia đình giàu có. 
Ông chào đời cùng năm với trận Waterloo (ngày 18 tháng 6 năm 1815) và sự thành lập Liên minh các quốc gia Đức.
Cha ông, Karl Wilhelm Ferdinand von Bismarck (11 tháng 3 năm 1771 - 22 tháng 11 năm 1845) là một địa chủ và một cựu sĩ quan quân đội Phổ. 
Mẹ ông, Wilhelmine Luise Menken (24 tháng 2 năm 1789 - 1839) là con gái của một chính trị gia, bà được học hành tử tế. Dòng họ Mencken đã sản sinh nhiều học giả và quan chức trong quá khứ.
Tiếp xúc với nhiều nền tảng xã hội khác nhau tác động mạnh mẽ đến sự hòa nhập xã hội. Bismarck kế thừa di sản của người cha lẫn tư duy sắc bén, ý thức về lối cư xử phù hợp, sự nhảy cảm về ngôn ngữ từ người mẹ. Người mẹ đã tạo cho ông khát vọng vươn ra khỏi quê hương, không biến trở thành những người đàn ông thôn dã tầm thường, không chỉ là người thuộc tầng lớp Junker mà còn người hỗ trợ công dân. Chúng ta có thể thấy Biskmark được nuôi dưỡng trở thành 1 người thuộc tầng lớp Junker thường thấy của Phổ, được khuyến khích để mang trên mình bộ quân phục của Phổ.
Biskmark được giáo dục tốt, và xuất chúng trong giao tiếp. Ông thông thạo tiếng Anh, tiếng Pháp, tiếng Nga, tiếng Ba Lan và tiếng Ý.
Biskmark học trường cấp 2 Johann Ernst Plamann và học trung học Friedrich-Wilhelm và Graues Kloster.
Trong giai đoạn 1832 - 1833, ông theo học luật tại Đại học Göttingen, ông trở thành thành viên của liên đoàn Hannovera Göttingen rồi sau đó chuyển sang Đại học Humboldt Berlin từ năm 1833 đến 1835.
Năm 1838, khi ghi danh làm lính dự bị tại Greifswald, ông học nông nghiệp tại đại học Greifswald.
Tại Göttingen, Bismarck kết bạn với một sinh viên người Mỹ tên là John Lothrop Motley. Motley sau này trở thành một sử gia và nhà ngoại giao nổi tiếng của thế kỷ 19 và đã kể lại về Bismarck dưới cái tên Otto v. Rabenmark trong tiểu thuyết Morton's Hope, or the Memoirs of a Provincial xuất bản năm 1839. Tác phẩm mô tả ông là một người táo bạo và cực kì sôi nổi nhưng cũng cực kỳ tài năng và điển trai.
Mặc dù Otto von Bismarck muốn trở thành một nhà ngoại giao, ông đã bắt đầu sự nghiệp với việc tập sự làm luật sư ở Aachen và Potsdam. Tuy nhiên, ông nhanh chóng bỏ việc để theo đuổi hai cô gái người Anh. Đầu tiên là Laura Russell, cháu gái của quận công xứ Cleveland. Sau đó là Isabella Loraine-Smith, con gái một giáo sĩ giàu có. Cả hai cuộc tình đều dang dở. 
Bismarck trải qua một năm quân dịch ở vị trí sĩ quan dự bị, rồi giữa năm 20 tuổi ông trở về nhà tiếp quản công việc làm ăn của gia đình tại Schönhausen sau khi mẹ ông qua đời.
Khoảng năm 30 tuổi, Otto von Bismarck trở thành bạn thân với Marie von Thadden, vợ của một người bạn. 
Do ảnh hưởng của bà này, ông trở thành một người theo đạo Tin Lành. 
Bismarck lấy em họ của Marie, một phụ nữ quý tộc tên là Johanna von Puttkamer (11 tháng 4 năm 1824 - 27 tháng 11 năm 1894) ở Alt-Kolziglow (nay là Kołczygłowy) ngày 28 tháng 7 năm 1847. 
Cuộc hôn nhân bền vững và hạnh phúc mang tới cho họ hai con trai (Herbert (1849), Wilhelm (1852) và một con gái Marie (1847). 
Johanna là một phụ nữ nhút nhát, kín đáo và rất mộ đạo.
Trong kỳ nghỉ mà ông đi một mình ở Biarritz mùa hè năm 1862, trước khi trở thành Thủ tướng nước Phổ, Otto von Bismarck đã có mối tình lãng mạn với Kathy Orlov - cô vợ trẻ (22 tuổi) của một nhà ngoại giao người Nga. 
Tuy nhiên, không đủ cứ liệu để khẳng định rằng Bismarck và Kathy Orlov đã quan hệ tình dục với nhau. Otto von Bismarck sau đó duy trì liên lạc thường xuyên với Kathy. 
Họ viết thư cho nhau đến ngày Kathy qua đời vào năm 1874 - khi Otto von Bismarck đã làm Thủ tướng Đế chế Đức.
Khi còn trẻ ông thường xuyên trích dẫn các danh nhân Shakespeare hay Byron trong những lá thư ông viết cho vợ.

## Sự nghiệp chính trị lúc đầu

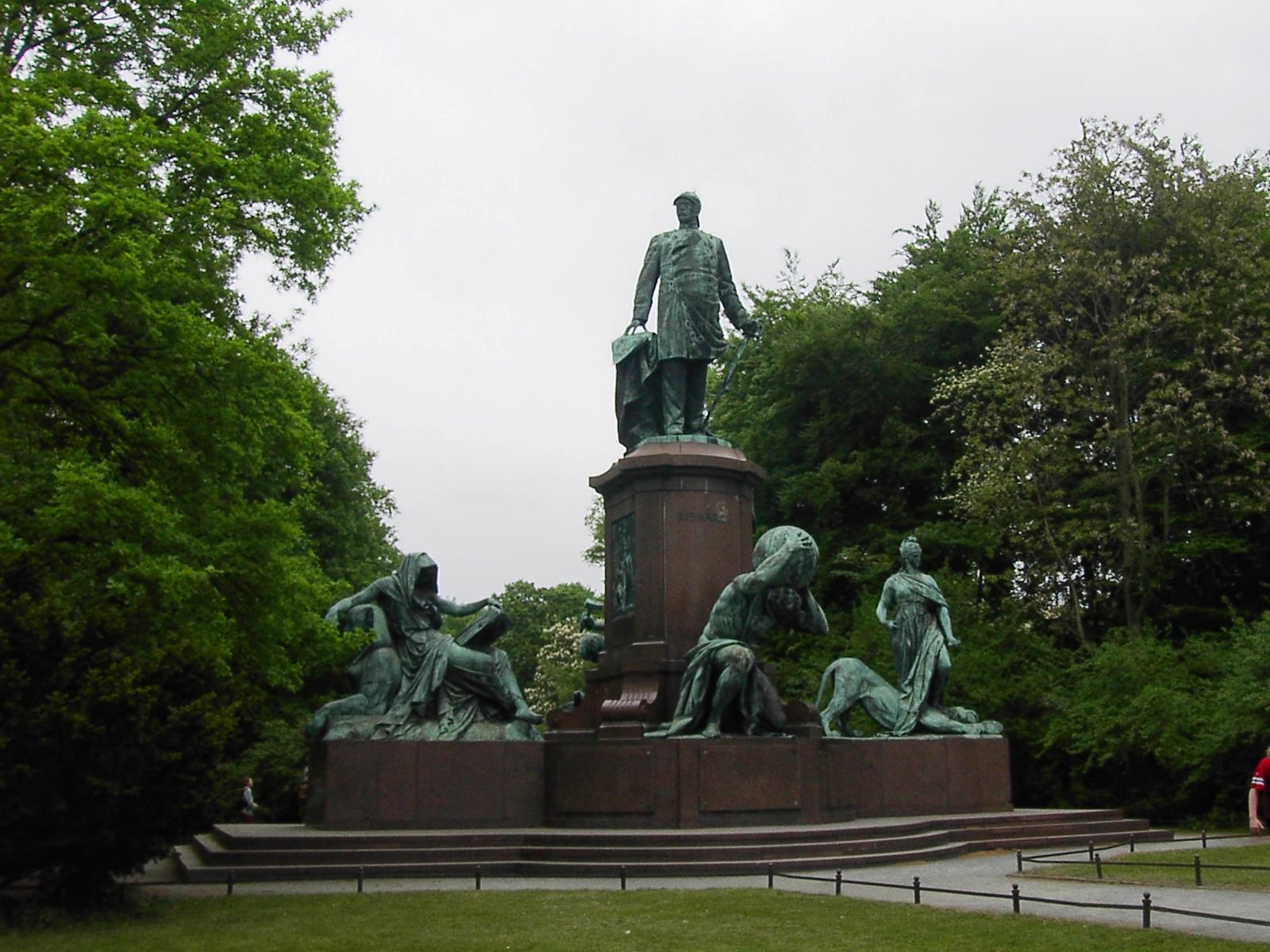
Đài tưởng niệm Bismarck ở thủ đô Berlin.

Cũng vào năm ông kết hôn, ở tuổi 32, Bismarck, đại diện cho tỉnh Sachsen, được chọn vào cơ quan lập pháp mới được thành lập của nước Phổ là Vereinigter Landtag (Quốc hội thống nhất). Ở đó, ông bắt đầu nổi tiếng như một nhà hùng biện sắc sảo. Bismarck công khai ủng hộ ý tưởng vua nước Phổ có quyền trực tiếp đối với các vương quốc phụ thuộc. Việc Bismarck được bầu vào cơ quan lập pháp là nhờ sự sắp xếp của anh em nhà Gerlach, những người cũng theo đạo Tin Lành và có khuynh hướng bảo thủ cực đoan. Họ có xuất bản một tờ báo với hình chữ thập sắt trên bìa.
Vào năm 1840, vua Friedrich Wilhelm IV lên ngôi tại Phổ. Tháng 3 năm 1848, Cách mạng Đức 1848 nổ ra và đe dọa triều đình vua Friedrich Wilhelm IV. Triều đình Phổ, dù lúc đầu có ý định sử dụng các lực lượng vũ trang để đàn áp cuộc nổi dậy, cuối cùng đã quyết định bỏ Berlin để tới tổng hành dinh của quân đội tại Potsdam vì lý do an toàn. Sau này, Bismarck viết rằng "những thanh gươm rung lên trong vỏ" khi các sĩ quan quân đội Phổ được biết nhà vua sẽ không trấn áp cuộc cách mạng bằng vũ lực. Bismarck đã đề nghị rất nhiều nhân nhượng với những người khởi nghĩa: ông khoác lên người lá cờ đen-đỏ-vàng của lực lượng nổi dậy (quốc kỳ Đức ngày nay), hứa sẽ ban hành một hiến pháp, đồng ý rằng nước Phổ và các bang của nước Đức phải được thống nhất thành một quốc gia, và chỉ định một người theo đường lối tự do, Ludolf Cam, làm thủ tướng.
Nhưng đó chỉ là những thỏa thuận hình thức. Otto von Bismarck trước tiên cố gắng tổ chức những nông dân làm tá điền cho gia đình ông thành một lực lượng vũ trang tiến tới kinh đô Berlin trên danh nghĩa nhà vua. Ông cải trang tới Berlin để thực hiện ý định này, nhưng sau đó lại nhận được lệnh rằng ông sẽ có ích hơn cho nhà vua nếu như chuẩn bị lương thực cho quân đội từ các điền trang của ông trong trường hợp cần thiết. Em trai nhà vua, hoàng tử Wihelm (sau này là vua Wilhelm I) đã chạy sang Anh. Bismarck âm mưu với vợ của William là Augusta đưa cậu con trai mới mười mấy tuổi của Wilhelm (sau này là vua Friedrich III) lên ngai vàng nước Phổ thay cho Friedrich Wilhelm IV. Năm đó, Bismarck không được bầu vào nghị viện. Nhưng ưu thế của những người nổi dậy bắt đầu suy giảm từ cuối năm 1848 vì những chia rẽ nội bộ, trong khi phái bảo thủ tập hợp nhau lại đoàn kết xung quanh nhà vua và giành lại quyền kiểm soát kinh đô Berlin. Mặc dù cuối cùng một hiến pháp cũng được ban bố, nhưng các điều khoản trong đó còn lâu mới giống như yêu cầu của những người cách mạng.
Năm 1849, Bismarck lại được bầu vào Landtag, hạ viện trong lưỡng viện mới của nước Phổ. Trong giai đoạn này, Bismarck phản đối việc thống nhất nước Đức do ông nghĩ rằng Phổ sẽ mất quyền độc lập. Ông chấp nhận cương vị đại diện cho Phổ ở Nghị viện Erfurt, một nghị viện được lập ra bởi các bang thuộc nước Đức để thảo luận về kế hoạch thống nhất, nhưng chỉ là để phản đối những đề nghị của tổ chức đó một cách hữu hiệu hơn. Nghị viện Erfurt đã không thể mang tới thống nhất, do thiếu sự ủng hộ từ hai thực thể chính trị quan trọng nhất của Đức, Phổ và đế quốc Áo. Năm 1850, trong một cuộc xung đột liên quan tới vùng Hesse, Phổ bị Áo (được Nga hoàng ủng hộ) qua mặt trong Hiệp định Olmutz thừa nhận sự tự trị của các bang thuộc Đức. Một kế hoạch thống nhất nước Đức dưới sự lãnh đạo của Phổ, theo đề nghị của Thủ tướng Phổ là Radowitz, cũng bị hủy bỏ.
Năm 1851, Friedrich Wilhelm IV chỉ định Bismarck tham gia phái đoàn Phổ tham dự Hội nghị Liên bang Đức tại Frankfurt. Do đó, Bismarck từ bỏ chiếc ghế của ông ở Landtag, nhưng vài năm sau được chỉ định vào Thượng viện Phổ. Tám năm ở Frankfurt đã đánh dấu những thay đổi trong quan điểm chính trị của Bismarck, thể hiện qua những bản ghi nhớ dài mà ông gửi cho cấp trên của mình ở Berlin. Không còn chịu ảnh hưởng của những người bạn Phổ bảo thủ cực đoan, Bismarck trở nên thực tế hơn và không còn phản động như trước. Ông bắt đầu tin rằng để trở thành đối trọng với nước Áo mới hồi phục ảnh hưởng, Phổ cần liên minh với các bang khác của nước Đức và như thế, khái niệm về một nước Đức thống nhất đã dễ chấp nhận hơn với ông. Bismarck cũng cho rằng Phổ cần duy trì quan hệ hữu hảo với Nga và hoàng đế Napoléon III ở Pháp. Napoléon III vốn bị những bạn bè của Bismarck, bao gồm cả anh em nhà Gerlach, ghét cay ghét đắng. Nhưng mối quan hệ tốt với nước Pháp sẽ là cần thiết cho Phổ để đe dọa Áo cũng như ngăn không cho Pháp liên minh với Nga. Trong một lá thư nổi tiếng gửi cho Lepold von Gerlach, Bismarck viết rằng sẽ là ngu xuẩn nếu chơi cờ vua mà lại loại 16 trong số 64 ô cờ ra khỏi bàn cờ từ trước.
Otto von Bismarck cũng cảm thấy tình trạng bị cô lập của nước Phổ trong cuộc chiến tranh Krym vào giữa những năm 1850 là rất đáng lo ngại (trong cuộc chiến đó, Áo liên minh với các đế quốc Anh, Ottoman và Pháp chống lại Nga. Phổ không được mời tới tham dự các buổi hòa đàm ở Paris). Trong cuộc khủng hoảng phương Đông vào thập kỷ 1870, nỗi lo sợ lặp lại tình trạng tương tự đã khiến Bismarck thúc giục ký một hiệp ước liên minh với đế quốc Áo-Hung vào năm 1879. Cũng trong những năm 1850, liên minh Nga - Áo không còn mặn nồng như trước. Đế quốc Nga đã giúp Áo dập tắt cuộc cách mạng ở Hungary vào năm 1849, nhưng Áo lại không có ý ủng hộ Nga. Tại Olmutz năm 1850, Felix Schwarzenberg, nhà lãnh đạo Áo, tuyên bố: "Nước Áo sẽ làm cả thế giới kinh ngạc vì sự bội bạc của mình". Bismarck đã tiên đoán chính xác rằng kể từ đó, Áo không còn có thể dựa vào sự ủng hộ của Nga ở Ý và Đức nữa và do vậy, sẽ không thể chống đỡ sự tấn công từ phía Pháp và Phổ.
Năm 1858, Friedrich Wilhelm IV bị một cơn đột quỵ khiến ông tê liệt thần kinh. Em trai ông, Wilhelm I lên ngôi nhiếp chính ở Phổ. Lúc đầu, Wilhelm I có xu hướng ôn hòa. Ông duy trì quan hệ hữu hảo với những người Anh theo chủ nghĩa tự do và đã cho con trai của ông (người trong tương lai sẽ là vua Friedrich III) cưới Vicky, con gái lớn của nữ hoàng Victoria. Con trai của cặp vợ chồng Anh - Đức (sau này sẽ là vua Wilhelm II) ra đời vào năm 1859. Sự cầm quyền của Wilhelm I đã dẫn tới việc có mặt một số bộ trưởng theo trường phái ôn hòa trong nội các.
Tân nhiếp chính vương rút Bismarck khỏi đoàn đại biểu ở Frankfurt và chuyển ông đến làm đại sứ cho Phổ ở đế quốc Nga. Về hình thức, đó là một sự thăng tiến đáng kể với Bismarck bởi Nga là một trong hai nước láng giềng hùng mạnh nhất của Phổ (nước kia là Áo), nhưng trên thực tế, Bismarck bị loại ra khỏi đời sống chính trị ở Đức. Hơn thế nữa, nhiếp chính vương còn từ chối không thăng Bismarck lên cấp thiếu tướng, vốn là cấp bậc bình thường với các đại sứ ở Sankt-Peterburg, bởi lẽ Phổ và Nga là những đồng minh quân sự thân thiết mà những người đứng đầu nhà nước thường liên lạc với nhau qua kênh quân sự, thay vì các kênh ngoại giao. Bismarck ở Sankt-Peterburg được bốn năm, nơi suýt nữa thì ông bị cưa chân do điều trị sai và gặp lại kình địch của ông sau này, Công tước Gorchakov, người đại diện cho Nga ở Frankfurt vào đầu những năm 1850. Cũng trong giai đoạn này, nhiếp chính vương chỉ định Helmuth von Moltke làm tham mưu trưởng quân đội Phổ và Albrecht von Roon làm bộ trưởng bộ chiến tranh. Cùng với Bismarck, hai người này sẽ làm thay đổi hoàn toàn nước Phổ trong 12 năm tiếp theo.
Mặc dù ở nước ngoài trong một thời gian dài, Bismarck không hoàn toàn bị loại khỏi các sự vụ chính trị trong nội bộ nước Đức. Ông vẫn được thông tin đầy đủ nhờ vào tình bạn với Roon và họ sẽ cùng nhau thành lập một liên minh chính trị bền vững. Tháng 6 năm 1862, Bismarck được chuyển tới Paris để làm đại sứ tại Pháp. Ông cũng có chuyến thăm Anh mùa Hè năm đó và đã gặp những nhân vật nổi tiếng trên chính trường thời bấy giờ, sau này sẽ có người trở thành đối thủ của ông, bao gồm hoàng đế Napoléon III của Pháp, Thủ tướng Anh Henry John Temple, Ngoại trưởng Anh John Russell và chính trị gia của Đảng bảo thủ Anh Benjamin Disraeli, người sau này sẽ nắm chức vụ thủ tướng trong những năm 1870.

## Tổng lý đại thần Vương quốc Phổ

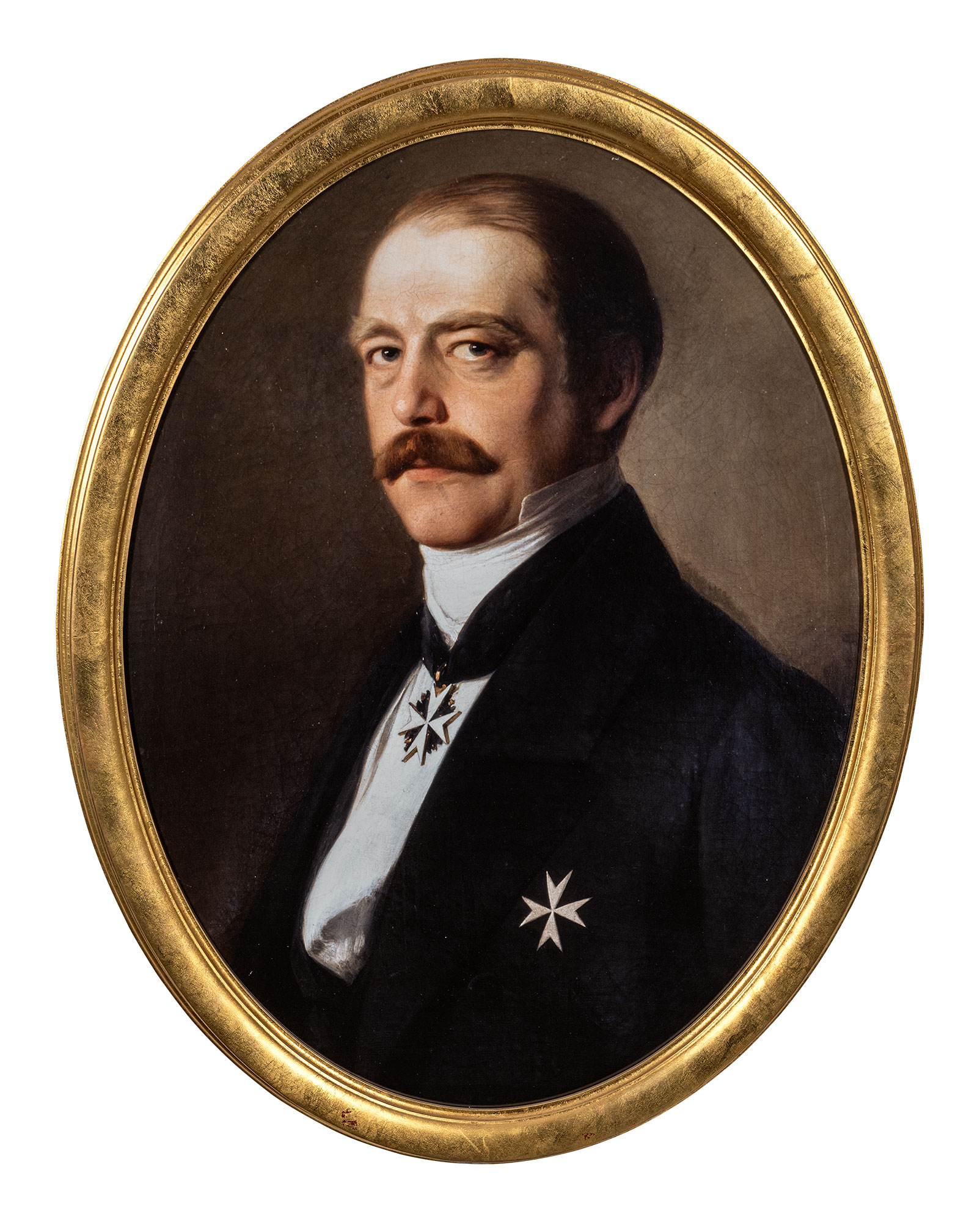
Otto von Bismarck khi làm thủ tướng nước Phổ.

Wilhelm I lên nối ngôi sau khi vua anh qua đời vào năm 1861. Triều đình Wilhelm I thường xuyên mâu thuẫn với Nghị viện Phổ, nơi những người theo đường lối tự do dân chủ ngày càng chiếm ưu thế. 
Khủng hoảng bùng nổ vào năm 1862 khi Nghị viện từ chối thông qua ngân sách cho một chương trình tái tổ chức quân đội được nhà vua đề xuất. Cả hai bên đều không nhượng bộ. Nhà vua đe dọa thoái vị và tin rằng Bismarck là nhà chính trị duy nhất có thể chấm dứt cuộc khủng hoảng vào lúc đó, nhưng xuất hiện mâu thuẫn trong tư tưởng nhà vua về việc chỉ định một người đòi hỏi được quyền kiểm soát tuyệt đối với các vấn đề đối ngoại tham gia vào công việc đối nội. Dẫu vậy, cuối cùng, vào tháng 9 năm 1862, sau khi Nghị viện một lần nữa từ chối thông qua ngân sách quốc phòng với đa số phiếu, Wilhelm I đã bị Roon thuyết phục và gọi Bismarck trở về Phổ. Ngày 23 tháng 9 năm 1862, Wilhelm I chỉ định Bismarck làm Thủ tướng kiêm Ngoại trưởng Phổ. Mặc dù lúc đầu bị nhà vua và Thái tử nghi ngờ, bị Hoàng hậu ghét bỏ, Bismarck vẫn nhanh chóng tập trung được quyền lực trong tay nhờ cá tính và tài hùng biện của ông.
Bismarck thể hiện sự ủng hộ với nhà vua bằng cách kết thúc sự bế tắc trong vấn đề ngân sách quốc phòng theo hướng có lợi cho nhà vua, dù ông đã sử dụng đến biện pháp ở ngoài khuôn khổ luật pháp. Bismarck tuyên bố rằng do hiến pháp nước Phổ không giải quyết được trường hợp bất đồng giữa những nhà lập pháp và chính phủ cầm quyền, ông sẽ đơn giản sử dụng lại ngân sách đúng như năm trước.
Mâu thuẫn giữa Bismarck và nghị viện gia tăng trong những năm sau đó. Năm 1863, Nghị viện Phổ thông qua một đạo luật tuyên bố họ không thể làm việc với Bismarck nữa. Đó thực chất không khác gì một đề nghị yêu cầu nhà vua phải cách chức thủ tướng của mình. Đáp lại, Wilhelm I giải tán nghị viện và buộc tội các nghị viên đã tìm cách giành quyền kiểm soát phi hiến đối với hoạt động của triều đình. Bismarck sau đó ban hành một sắc lệnh hạn chế quyền tự do của báo chí. Sắc lệnh này thậm chí bị cả hoàng thái tử, người sau này sẽ trở thành hoàng đế Friedrich III, phản đối. Bất chấp nỗ lực ngăn chặn những kẻ chỉ trích, Bismarck là một chính trị gia bị số đông người Đức ghét bỏ. Những người ủng hộ ông chỉ giành được kết quả thiểu số trong cuộc bầu cử vào tháng 10 năm 1863 khi liên minh tự do dân chủ giành hai phần ba số ghế ở nghị viện. Nghị viện lại tiếp tục kêu gọi nhà vua cách chức Bismarck, nhưng nhà vua ủng hộ ông và sợ rằng nếu loại bỏ vị thủ tướng, một chính phủ dân chủ cũng sẽ xuất hiện và do đó, đe dọa đến ngai vàng của ông.

## Công cuộc thống nhất nước Đức

### Chiến tranh với Đan Mạch và Áo
Nước Đức khi Bismarck bắt đầu lên làm thủ tướng nước Phổ là một tập hợp những công quốc có liên hệ lỏng lẻo với tư cách là các thành viên của Liên bang Đức. Bismarck đã dùng cả biện pháp ngoại giao và quân sự để đạt được sự thống nhất và loại Áo ra khỏi nước Đức thống nhất. Ông không chỉ biến Phổ trở thành nhân tố hùng mạnh nhất của nước Đức mới, mà còn đảm bảo Phổ vẫn là một nước theo chế độ quân chủ, chứ không phải là một chế độ nghị viện dân chủ.

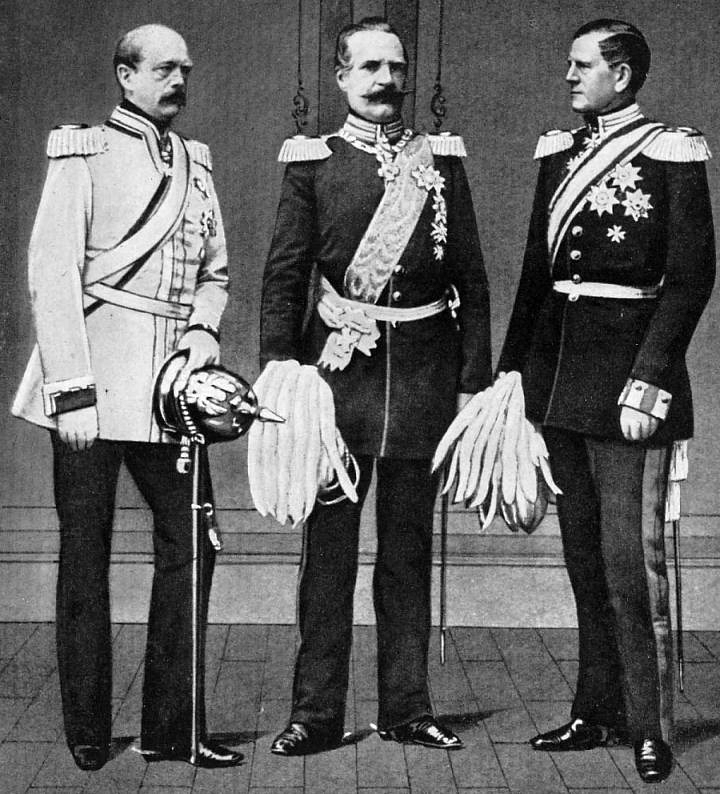
Bismarck, bên trái, cùng Roon (giữa) và Moltke (phải), bộ tam đầu chế của nước Phổ trong những năm 1860.

Bismarck đứng trước một cuộc khủng hoảng về ngoại giao khi vua Frederick VII của Đan Mạch qua đời năm 1863. Việc thừa kế các lãnh địa Schleswig và Holstein gây ra xung đột. Cả vua Christian IX của Đan Mạch, người kế vị của Frederick VII, và Frederick von Augustenburg, một công tước người Đức, đều tuyên bố quyền sở hữu các lãnh địa đó. Dư luận ở Phổ ủng hộ mạnh mẽ Augustenburg trong vấn đề này, do Holstein và Nam Schleswig là những vùng nói tiếng Đức. Bismarck cũng phản đối kịch liệt quyết định của Christian sáp nhập hoàn toàn vùng Schleswig vào Đan Mạch. Với sự ủng hộ từ Áo, ông ra một tối hậu thư cho Christian IX yêu cầu nhà vua trả lại nguyên trạng Schleswig. Khi Đan Mạch từ chối, Áo và Phổ tấn công nước này, dẫn tới chiến tranh Schleswig lần thứ hai. Kết quả là Đan Mạch buộc phải từ bỏ cả hai lãnh địa. Anh, nước đồng minh của Đan Mạch, dưới sự lãnh đạo của Thủ tướng Henry John Temple và Ngoại trưởng John Russell, đã không có động thái phản ứng rõ rệt và không muốn triển khai quân đội ở Đan Mạch.
Tuy nhiên, sau chiến thắng, các lãnh địa đó đã không được trao lại cho Augustenberg. Bismarck nhanh chóng loại ông này ra với những yêu cầu không thể chấp nhận được, như việc nhà nước Phổ sẽ kiểm soát quân đội và hải quân của những vùng lãnh địa chiếm đóng. Lẽ ra về nguyên tắc, Nghị viện Liên bang Đức sẽ quyết định số phận của hai lãnh địa này, nhưng trước khi có bất kỳ quyết định nào được thông qua, Bismarck đã xúi bẩy Áo cùng ký thỏa thuận Gastein. Theo thỏa thuận ký ngày 20 tháng 8 năm 1865 đó, Phổ nhận Schleswig, còn Áo nhận Holstein. Trong năm đó, Bismarck được phong làm Bá tước von Bismarck-Schönhausen (Graf von Bismarck-Schönhausen).
Nhưng năm 1866, đế quốc Áo bội ước và yêu cầu Nghị viện Liên bang Đức quyết định vấn đề Schleswig và Holstein. Thủ tướng Bismarck sử dụng yêu cầu này như một cái cớ để khởi động chiến tranh chống Áo với cáo buộc những người Áo đã vi phạm thỏa thuận Gastein. Bismarck đưa quân Phổ tới chiếm Holstein. Bị chọc giận, Áo kêu gọi sự giúp đỡ từ các công quốc khác của nước Đức, và tất cả nhanh chóng bị cuốn vào vòng xoáy của chiến tranh Áo-Phổ. Quân đội Phổ, dưới sự chỉ huy của Helmuth von Moltke, có quân số gần bằng Áo, nhưng được tổ chức tốt hơn nhiều và vào trận với tư thế có thể chiến thắng. Bismarck còn tạo nên một liên minh bí mật với Ý, đang có tham vọng về lãnh thổ với vùng Venetia do Áo kiểm soát. Việc Ý tham chiến buộc Áo phải chia sẻ lực lượng của họ.
Trong sự ngạc nhiên của cả châu Âu, các tập đoàn quân Phổ đã nhanh chóng đánh bại quân Áo và đồng minh trong trận Königgrätz, trận đánh lớn nhất ở châu Âu cho tới thời điểm đó. Nhà vua và các tướng lĩnh Phổ muốn lấn tới bằng việc chinh phục Bohemia và đánh thẳng đến Viên. Nhưng Bismarck lo ngại về vận may của quân Phổ và khả năng Pháp đứng về phía Áo can thiệp vào cuộc chiến. Ông bèn nhờ cậy thái tử (tuy là người chỉ đạo quân đội Phổ ở Königgrätz, nhưng ông lại chống chiến tranh) thuyết phục nhà vua thay đổi ý định.
Chiến tranh Áo Phổ dẫn tới Hòa ước Praha 1866. Theo đó, Liên bang Đức bị giải tán. Phổ sáp nhập Schleswig, Holstein, Frankfurt, Hannover, Hessen-Kassel (hay Hessen-Cassel), và Nassau; còn đế quốc Áo phải cam kết không can thiệp vào các vấn đề của Đức nữa. Để củng cố thêm quyền bá chủ của Vương quốc Phổ, Phổ và vài công quốc Bắc Đức thành lập Liên bang Bắc Đức vào năm 1867. Vua Wilhelm I cũng là vua của liên bang và Bismarck là Thủ tướng. Kể từ đây bắt đầu thời kỳ mà các sử gia phương Tây gọi là "Thời khốn khổ của nước Áo" khi Áo chỉ còn là chư hầu của nước Đức mạnh hơn, một mối quan hệ có tác động quan trọng vào việc khởi phát hai cuộc chiến tranh thế giới sau này.
Bismarck, giờ đã đeo quân hàm cấp tá, mặc quân phục của Trung đoàn Trọng binh Dân quân số 7 trong suốt các chiến dịch Áo-Phổ và Pháp-Phổ về sau này. Sau cuộc chiến năm 1866, ông được thăng hàm thiếu tướng kỵ binh. Mặc dù trên thực tế chưa bao giờ cầm quân hay chỉ huy chiến trường, Bismarck thường xuyên mặc quân phục cấp tướng trước công chúng trong phần đời sau của ông, như trong rất nhiều tranh ảnh về ông thể hiện. Bismarck còn được Nghị viện Phổ thưởng một khoản tiền lớn sau chiến tranh và ông đã dùng số tiền đó để mua Varzin, một lãnh địa lớn hơn tất cả những lãnh địa mà ông đang sở hữu cộng lại.
Thắng lợi trên chiến trường đã mang tới cho Bismarck sự ủng hộ lớn lao về chính trị ở Phổ. Trong cuộc bầu cử hạ viện năm 1866, những người tự do dân chủ hứng chịu một thất bại nặng nề và để mất đa số ở nghị viện. Hạ viện mới được bầu ra do phe bảo thủ chiếm đa số và ủng hộ hoàn toàn Bismarck. Nghị viện thông qua khoản ngân sách quốc phòng đã bị gác lại bốn năm trước một cách dễ dàng. Kể từ đó, Bismarck bắt đầu con đường của một trong những chính trị gia thành công nhất lịch sử.

### Quỹ đen Bò sát
Sau cuộc chiến năm 1866, Otto von Bismarck sáp nhập vương quốc Hannover, vốn là một đồng minh của Áo chống lại Phổ. Một thỏa thuận giữa Phổ và Hanover cho phép vị vua đã bị lật đổ của công quốc này, Georg V, được giữ lại 50% thu nhập từ các thái ấp của vương tộc. Phần còn lại là tài sản nhà nước và được chuyển vào ngân khố. Tuy nhiên, vào đầu năm 1868, Bismarck buộc tội Georg V tổ chức một âm mưu chống lại nhà nước và quyết định tịch thu phần sản nghiệp được chia của ông, vào khoảng 16 triệu thaler (đơn vị tiền tệ khi đó). Bismarck dùng tiền này để lập nên một quỹ đen gọi là quỹ Loài Bò sát (Reptilienfonds, cũng có thể được dịch là Quỹ rắn) dùng để hối hộ cho các nhà báo hòng hạ uy tín những đối thủ chính trị của ông. Năm 1870, Bismarck còn dùng tiền trong quỹ để giành được sự ủng hộ của vua Ludwig II của Bayern để đưa Wilhelm I lên làm hoàng đế Đức.
Bismarck cũng dùng quỹ này cài đặt nội gián vào trong số những người giúp việc để theo dõi hoàng thái tử Friedrich cùng vợ ông là Vicky. Bismarck còn dựng nên những câu chuyện trên các tờ báo rằng cặp vợ chồng Hoàng gia làm gián điệp cho Anh và tiết lộ bí mật quốc gia của Đức cho chính phủ Anh. Friedrich và Vicky rất ngưỡng mộ bố của Vicky, tức là cha vợ của Friedrich, Vương công Albert của Saxe Coburg Gotha. Họ dự định sẽ cùng nhau cai trị nước Đức như Albert và nữ hoàng Victoria. Họ cũng lên kế hoạch cải cách những thiếu sót lớn trong nhánh hành pháp mà Bismarck đang điều hành. Văn phòng thủ tướng chịu trách nhiệm trước nhà vua sẽ được thay bằng một nội các kiểu Anh, với các bộ trưởng chịu trách nhiệm trước nghị viện. Các chính sách của chính phủ mới phải dựa trên sự nhất trí của nội các đó. Để làm suy yếu cặp vợ chồng Hoàng gia, khi hoàng tử sau này sẽ trở thành hoàng đế Wilhelm II vẫn còn là một cậu bé, Bismarck bèn tách cậu ra khỏi bố mẹ và đặt dưới sự giám hộ của ông. Bismarck dự định sẽ dùng Wilhelm II chống lại vợ chồng hoàng thái tử hòng duy trì quyền lực của mình. Bismarck dần dần sẽ dùng Wilhelm II để tạo ra các đặc quyền cho ông và dạy dỗ hoàng tử thành một người không chịu phục tùng bố mẹ. Kết quả là Wilhelm II có quan hệ chống đối với bố mình, và đặc biệt là với bà mẹ người Anh.
Năm 1892, sau khi Bismarck bị cách chức, hoàng đế Wilhelm II chấm dứt việc sử dụng nguồn tiền này bằng cách sung nó vào công quỹ.

### Thành lập đế quốc Đức

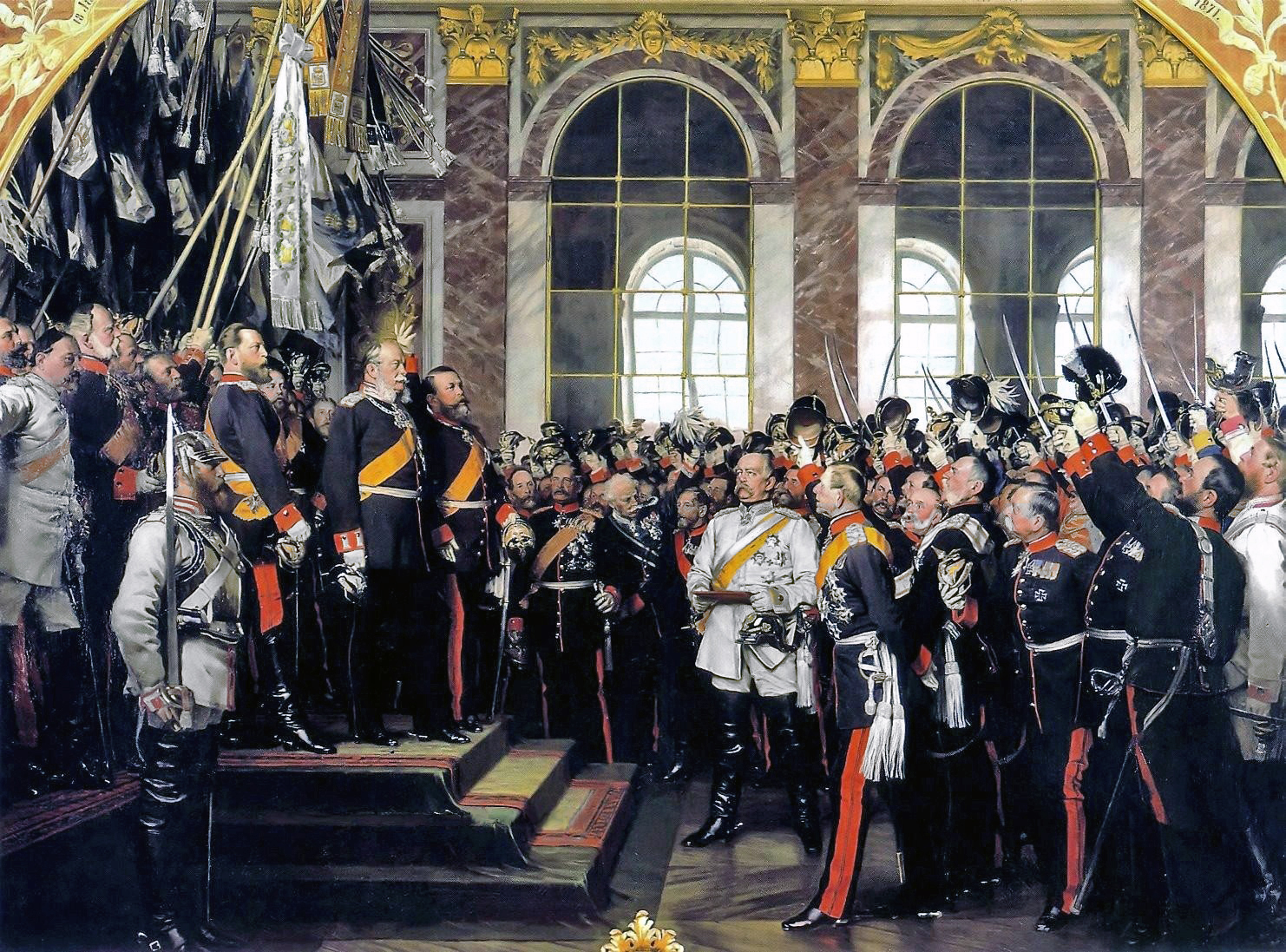
Wilhelm I lên ngôi hoàng đế Đức ở Cung điện Versailles, Pháp.

Chiến thắng của Phổ trước Áo đã làm gia tăng căng thẳng với Pháp. Hoàng đế nước Pháp là Napoléon III lo sợ rằng một nước Đức hùng mạnh sẽ phá vỡ tình trạng cân bằng quyền lực tại châu Âu. Chính trị gia đối lập người Pháp là Adolphe Thiers thậm chí còn nhận xét rằng chính nước Pháp đã bị đánh bại tại Königgrätz. Về phía mình, Bismarck cũng không hề né tránh chiến tranh với Pháp. Ông tin rằng nếu các công quốc ở Đức cùng xem Pháp là kẻ thù thì họ sẽ đoàn kết lại dưới sự lãnh đạo của vua Phổ và khiến cho Napoléon III liên quan vào những âm mưu xâm chiếm các vùng lãnh thổ ở Luxembourg và Bỉ, khiến nước Pháp có vẻ tham lam và không đáng tin cậy với người dân Đức.
Một tiền đề thích hợp cho chiến tranh xuất hiện vào năm 1870, khi Vương công người Đức Leopold của xứ Hohenzollern-Sigmaringen được đề nghị kế vị ngai vàng của Tây Ban Nha, đã bỏ trống từ sau cuộc cách mạng 1868. Pháp phản đối việc này và yêu cầu phải có sự bảo đảm rằng không bất kỳ thành viên nào của dòng họ Hohenzollern trở thành vua của Tây Ban Nha. Để khiêu khích Đế chế Pháp tuyên chiến trước, Bismarck cho công khai một văn bản đã được sửa chữa ghi lại cuộc đối thoại giữa vua Wilhelm I và đại sứ Pháp tại Phổ là bá tước Benedetti, theo đó nhà vua không chấp nhận đòi hỏi của Pháp.
Pháp động viên quân đội và tuyên bố chiến tranh vào ngày 19 tháng 7, năm ngày sau khi văn bản trên được công bố ở thủ đô Paris. Đế chế Pháp giờ đây bị coi như những kẻ xâm lược và các công quốc Đức, bị kích động bởi chủ nghĩa dân tộc và nhiệt tình yêu nước, tập hợp dưới lá cờ Phổ và gửi quân đội hỗ trợ. Đế quốc Nga đứng ngoài cuộc và tận dụng cơ hội này để tái vũ trang ở Biển Đen, vốn đã bị phi quân sự hóa sau chiến tranh Krym vào những năm 1850. Cả hai con trai của Bismarck đều tham chiến với hàm sĩ quan trong binh chủng kỵ binh Phổ. Chiến tranh Pháp-Phổ (1870) kết thúc với thắng lợi quyết định của liên minh Phổ-Đức. Quân đội Phổ-Đức dưới sự chỉ huy trên danh nghĩa của nhà vua và trên thực tế của Tổng Tham mưu trưởng Helmuth von Moltke giành hết chiến thắng này đến chiến thắng khác. Những trận đánh lớn diễn ra trong không đầy một tháng, từ ngày 7 tháng 8 đến 1 tháng 9 năm 1870, quân Pháp thua hai trận quan trọng ở Sedan và Metz. Hoàng đế Napoléon III bị bắt sống và giữ ở Đức phòng khi Bismarck cần ông này để đứng đầu một chính phủ bù nhìn.
Sau cuộc vây hãm Paris thắng lợi, Bismarck nhanh chóng hành động để đảm bảo cho sự thống nhất của nước Đức. Ông thương lượng với các công quốc Nam Đức, đưa ra những nhượng bộ nếu họ đồng ý thống nhất. Cuộc thương lượng đã thành công. Ngay trong khi cuộc chiến vẫn đang diễn ra, Wilhelm I lên ngôi hoàng đế Đức vào ngày 18 tháng 1 năm 1871 tại Cung điện Versailles. Đế quốc Đức mới là một liên bang, mỗi thành viên trong số 25 công quốc (các vương quốc, công quốc, lãnh địa và những thành phố tự do) đều được một số quyền tự trị nhất định. Vua nước Phổ, giờ là vua của Đế quốc Đức, không phải là người trị vì toàn bộ đế chế. Hoàng đế chỉ là người đứng đầu trong số những người đứng đầu có địa vị pháp lý ngang nhau ở các công quốc, nhưng hoàng đế nắm quyền điều khiển Bundesrat, một kiểu hội đồng nhà nước, và có quyền chỉ định thủ tướng của liên bang Đức.
Sau cuộc chiến, Pháp buộc phải nhượng lại vùng Grand Est và một phần vùng Lorraine vì Moltke cùng các tướng lĩnh Đức khẳng định rằng việc tước đi phần đất đó sẽ đẩy Pháp vào thế không tấn công Đức được nữa.. Bismarck phản đối kế hoạch sáp nhập đó vì ông không muốn biến nước Pháp thành một kẻ thù lâu dài. Ngoài ra, Pháp còn bị buộc phải trả một khoản bồi thường chiến phí lớn, và số liệu của khoản chiến phí này được ước tính, dựa trên dân số Pháp, là hoàn toàn tương đương với khoản chiến phí mà Napoléon I áp đặt lên nước Phổ bại trận năm 1807.

## Thủ tướng Đế quốc Đức

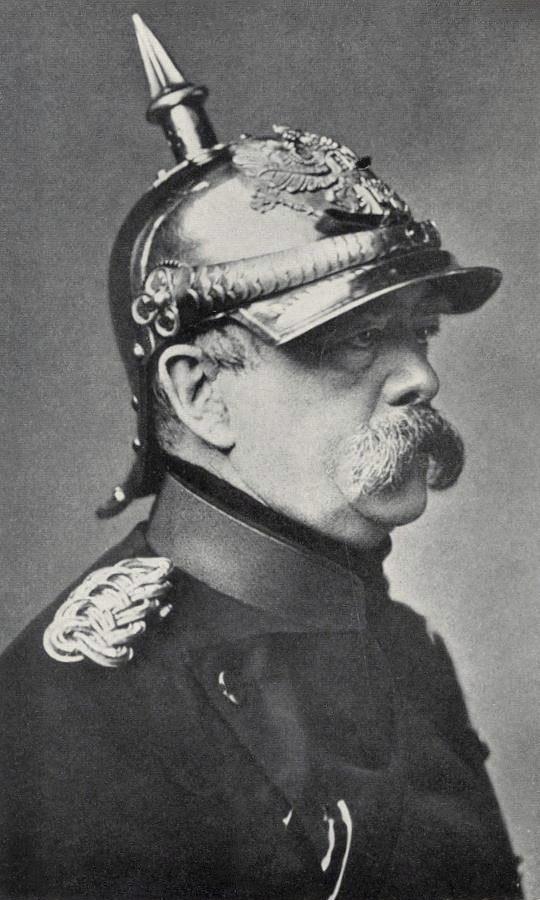
Otto von Bismarck trở thành Thủ tướng Đế quốc Đức vào năm 1871.

Năm 1871, Otto von Bismark được chỉ định làm Thủ tướng (Chancellor) Đế quốc Đức, nhưng vẫn nắm quyền điều hành ở Phổ (bao gồm các bộ văn phòng thủ tướng và bộ ngoại giao). Ông cũng được thăng hàm trung tướng và ban thưởng một lãnh địa nữa, Friedrichsruh, gần Hamburg. Lãnh địa này còn lớn hơn Varzin và biến Bismarck thành một địa chủ rất giàu có. Vì cùng lúc nắm giữ hai chức vụ cực kỳ quan trọng, Bismarck nắm quyền kiểm soát rộng lớn với cả chính sách đối nội lẫn đối ngoại. Có một giai đoạn ngắn chức vụ thủ tướng Phổ được trao cho Albrecht von Roon vào năm 1873. Nhưng vào cuối năm đó, Roon từ chức vì lý do sức khỏe và Otto von Bismarck lại đảm nhận cả hai cương vị.
Trong những năm tiếp theo, một trong những mục tiêu chính trị chủ yếu của Bismarck là làm giảm ảnh hưởng của giáo hội Công giáo Roma tại Đế chế Đức. Trong khi Phổ (trừ vùng Rheinland) và phần lớn các bang Bắc Đức theo đạo Tin Lành thì ở các bang Nam Đức, đặc biệt là Bayern, tỷ lệ người theo Công giáo rất lớn. Tổng cộng, một phần ba dân số theo đạo Công giáo. Bismarck tin rằng Giáo hội Công giáo Rôma có quá nhiều quyền lực chính trị. Ông e ngại sự trỗi dậy của Đảng Trung tâm (thành lập năm 1870) cũng như những hiềm khích có thể gây ra bất đồng giữa những người Công giáo và những người Tin Lành. Để ngăn chặn điều đó, Bismarck đã cố gắng, dù không thành công, thuyết phục các chính phủ khác ở châu Âu cùng sắp xếp trước các cuộc bầu Giáo hoàng. Theo đó, các chính phủ ở châu Âu sẽ thống nhất đưa ra những ứng cử viên không có năng lực cho cương vị giáo hoàng rồi sau đó, chỉ đạo những hồng y của nước họ bỏ phiếu cho phù hợp với tình hình.
Dần dần, Otto von Bismarck đi tới vận động cả một chiến dịch chống Công giáo Roma được biết đến dưới tên gọi Kulturkampf. Năm 1871, Phòng Công giáo Roma của Bộ văn hóa Phổ bị bãi bỏ. Năm 1872, những người theo dòng Tên bị trục xuất khỏi nước Đức. Bismarck còn ủng hộ những người Tin Lành và những người chống Công giáo. Năm 1873, những điều luật chống Công giáo khắt khe hơn được thông qua cho phép chính quyền giám sát hoạt động giáo dục của các trường dòng và giảm bớt quyền lực của giáo hội. Năm 1875, chính quyền đòi hỏi các nghi lễ dân sự đối với những đám cưới, vốn trước đó chỉ cần tổ chức tại nhà thờ. Tuy nhiên, những cố gắng đó chỉ càng củng cố thêm cho sự đoàn kết của Đảng Trung tâm, và Bismarck quyết định chấm dứt Kulturkampf vào năm 1878. Cũng trong năm đó, Giáo hoàng Piô IX, có xu hướng chống đối Bismarck, qua đời. Người kế nhiệm của ông, Giáo hoàng Lêô XIII tỏ ra thực tế hơn và dần dần cải thiện quan hệ với Bismarck.

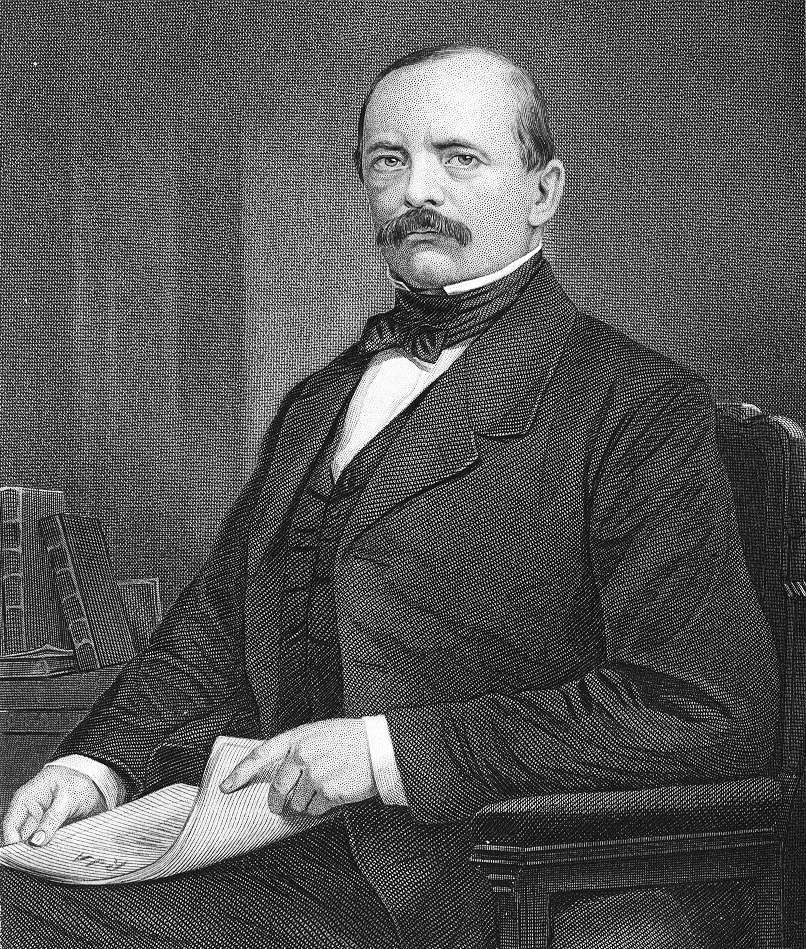
Otto von Bismarck năm 1873.

Chiến dịch Kulturkampf tuy thất bại trong mục tiêu chính, đã giúp Bismarck có thêm sự ủng hộ từ chính đảng lâu đời ở Đức, Đảng quốc gia tự do. Đảng này trở thành đồng minh chính của Bismarck ở nghị viện. Năm 1873, nước Đức và phần lớn châu Âu bước vào một cuộc đại suy thoái kinh tế bắt đầu với sự sụp đổ của thị trường chứng khoán Viên. Lần đầu tiên kinh tế Đức suy thoái kể từ sau giai đoạn công nghiệp hóa hàng loạt vào những năm 1850 sau cuộc cách mạng năm 1848. Để hỗ trợ những ngành công nghiệp đang xuống dốc, thủ tướng hủy bỏ chính sách thương mại tự do và áp đặt thuế bảo hộ. Điều này khiến những đảng viên quốc gia tự do, vốn ủng hộ chính sách tự do thương mại, nổi giận. Kulturkampf và những ảnh hưởng của nó còn khiến dư luận quay sang chống lại đảng ủng hộ chiến dịch đó. Bismarck tận dụng cơ hội này để tự tách ra khỏi những người quốc gia tự do. Điều này dẫn đến sự ủng hộ dành cho đảng này sụt giảm nhanh chóng và tới năm 1879, quan hệ giữa họ và Bismarck chấm dứt. Ông lại quay sang tìm kiếm sự ủng hộ từ những thành phần bảo thủ, bao gồm Đảng Trung tâm.
Để ngăn chặn những vấn đề phát sinh do nhiều chủng tộc khác nhau sống trong cùng một đất nước, chính phủ của Bismarck cố gắng đồng hóa những sắc dân thiểu số, chủ yếu ở các vùng biên giới của Đế quốc Đức, như người Đan Mạch ở miền Bắc, người Pháp ở vùng Alsace-Lorraine và người Ba Lan ở Đông Đức.
Chính sách của ông nhắm tới người Ba Lan ở Phổ thường gây bất lợi cho họ, mang tính phân biệt đối xử rõ rệt. Điều này đã gây thêm thù hận giữa người Đức và người Ba Lan. Những chính sách đó thường có động cơ từ quan điểm của Bismarck rằng sự tồn tại của Ba Lan là mối đe dọa cho nước Đức. Chính Bismarck đã viết về những người Ba Lan rằng "người ta phải bắn những con sói ngay khi có thể".
Bismarck còn đặc biệt lo lắng về sự trỗi dậy của những người xã hội chủ nghĩa, được tập hợp bởi Đảng dân chủ xã hội Đức. Ngay từ ngày 20 tháng 3 năm 1852, tại viện thứ hai của Nghị viện Vương quốc Phổ, Bismarck đã công bố một bài diễn văn. Bài diễn văn này đã cho thấy tầng lớp địa chủ quý tộc Phổ có thái độ căm ghét các thành phố lớn - nơi phong trào cách mạng thường xảy ra. Ông cho rằng, "nhân dân Phổ chân chính" sẽ "biết cách bắt chúng phải phục tùng và sẽ quét sạch chúng khỏi mặt đất" khi nào mà cuộc đấu tranh chống chính quyền của nhân dân các thành phố lớn bùng nổ. Năm 1878, ông vận động thông qua những điều luật chống những người xã hội chủ nghĩa. Các tổ chức, những hội nghị và thậm chí cả văn học xã hội chủ nghĩa bị cấm. Những nhà lãnh đạo xã hội chủ nghĩa bị bắt và bị xử ở tòa án cảnh sát. Nhưng bất chấp những cố gắng đó của Bismarck, phong trào xã hội chủ nghĩa vẫn trụ vững và ngày càng giành được nhiều sự ủng hộ cũng như thêm ghế ở nghị viện. Những người xã hội chủ nghĩa có ghế ở nghị viện với tư cách là những ứng cử viên độc lập, không thuộc bất kỳ đảng chính trị nào, và hiến pháp Đức cho phép điều này.
Thủ tướng Otto von Bismarck bèn quay sang cố gắng làm giảm sự hấp dẫn của chủ nghĩa xã hội với công chúng bằng cách dụ dỗ giai cấp công nhân. Ông tiến hành nhiều cuộc cải cách xã hội, có thể được xem là những điều luật lao động đầu tiên trên thế giới và làm mẫu cho các quốc gia khác. Luật bảo hiểm y tế thông qua năm 1883 quy định người chủ phải trả một phần ba, còn người làm công trả hai phần ba khoản tiền bảo hiểm. Luật bảo hiểm tai nạn thông qua năm 1884, luật bảo hiểm hưu trí và tàn tật thông qua năm 1889. Những điều luật khác hạn chế việc sử dụng lao động phụ nữ và trẻ em. Nhưng ngay cả những cố gắng này của Bismarck cũng không mấy thành công. Giai cấp công nhân vẫn không ưa chính quyền bảo thủ của ông.

## Chính sách đối ngoại

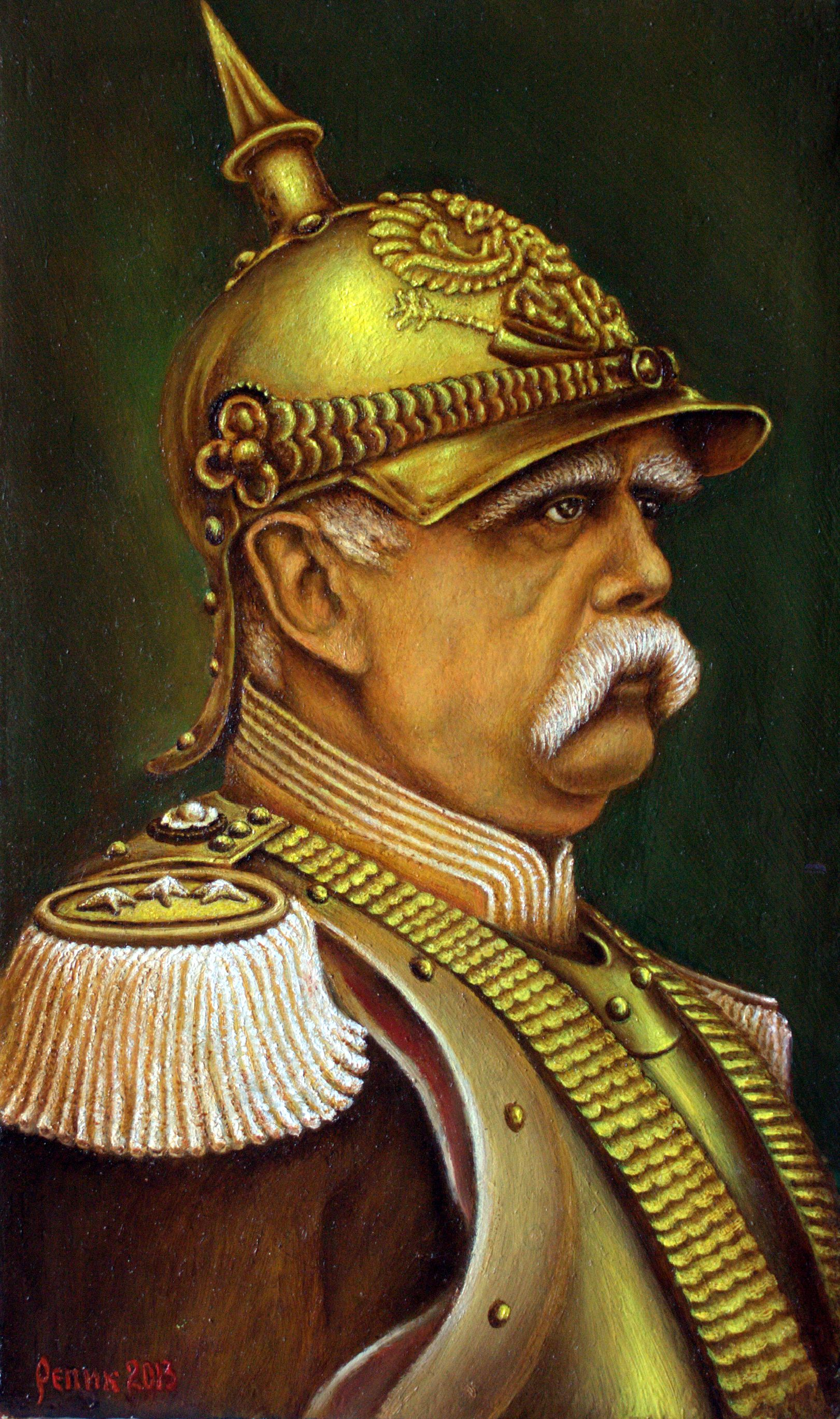
Chân dung Otto von Bismarck. N. Repik

Với ý định đưa nước Đức của mình trở thành một đế quốc hùng mạnh nhất châu Âu, Bismarck rất nỗ lực để duy trì hòa bình ở châu Âu vì ông không muốn sức mạnh của đế quốc Đức còn non trẻ bị đe dọa. Ông buộc phải dàn hòa với chủ nghĩa phục thù của những người muốn trả hận cho thất bại trong chiến tranh Pháp-Phổ đang nổi lên ở Pháp. Bismarck thi hành một chính sách ngoại giao với mục tiêu cô lập nước Pháp trong khi giữ quan hệ hữu hảo với các quốc gia khác ở châu Âu. Để tránh chọc giận nước Anh, Bismarck đầu tiên phủ nhận việc biến Đức trở thành một đế quốc thực dân và cam kết không gia tăng lực lượng hải quân. Tiếp tục đường lối đó, năm 1872, ông đề nghị một hiệp ước thân thiện ba bên với Đế quốc Áo-Hung và Nga.
Năm 1875, Bismarck tìm cách hăm dọa Pháp bằng việc cấm không bán yên ngựa sản xuất tại Đức cho kỵ binh Pháp và sắp xếp để một tờ báo do ông kiểm soát giật cái tít "Phải chăng chiến tranh đã ở trước mắt?". Tuy nhiên, sau đó Bismarck phải xuống thang khi cả Nga và Anh đều tuyên bố họ sẽ ủng hộ Pháp.
Bismarck còn giữ quan hệ tốt với Ý, dù cá nhân ông không thích đất nước và con người Ý. Có thể coi ông có đóng góp nhất định trong việc thống nhất nước Ý. Chiến thắng của quân đội nhà nước Phổ do Bismarck đứng đầu trong cuộc chiến tranh Áo Phổ đã giúp Ý sáp nhập Venetia, vốn là một nước chư hầu của Áo suốt từ năm 1815. Còn chiến thắng trong chiến tranh Pháp-Phổ năm 1870 đã khiến hoàng đế Pháp Napoléon III phải rút quân đội Pháp, được cử để bảo vệ giáo hoàng, khỏi kinh thành Roma. Nếu không có hai sự kiện này, việc thống nhất nước Ý đã không thể hoàn tất.
Sau chiến thắng của Đế quốc Nga trước Đế quốc Ottoman trong chiến tranh Nga-Thổ Nhĩ Kỳ (1877–1878), Bismarck đã hỗ trợ việc đàm phán dẫn tới cuộc hội đàm Berlin. Kết quả là Hiệp ước Berlin 1878, điều chỉnh lại Hiệp ước San Stefano trước đó, đã được ký kết, giảm bớt diện tích của quốc gia mới giành độc lập Bulgaria (lúc đó là một nước thân Nga). Bismarck và những nhà lãnh đạo châu Âu khác không muốn nước Nga mở rộng ảnh hưởng và cố gắng bảo vệ Đế quốc Ottoman. Kết quả là quan hệ Nga-Đức xấu đi, kéo theo hiệp ước ba bên trước đó giữa Nga, Đức và Áo-Hung chấm dứt.
Bismarck bèn thương lượng một hiệp ước liên minh với Áo-Hung, trong đó mỗi nước đảm bảo cho nước kia trong trường hợp bị Nga tấn công. Hiệp ước đó trở thành hiệp ước ba bên vào năm 1882 với sự tham gia của Ý, và mối liên minh ba bên Nga-Áo-Phổ, được duy trì dưới nhiều hình thức suốt từ năm 1813, chính thức chấm dứt kể từ đây.
Với những vấn đề bên ngoài châu Âu, lúc đầu, Bismarck phản đối ý tưởng tìm kiếm thêm thuộc địa với lập luận rằng gánh nặng giành giật và giữ thuộc địa còn lớn hơn mối lợi tiềm năng khai thác được từ đó. Nhưng vào cuối những năm 1870, ý kiến dư luận ở Đức ngày càng ủng hộ việc tìm kiếm thuộc địa tại nước ngoài và Bismarck có thể còn có động cơ khơi dậy mối hiềm khích Anh-Đức về vấn đề này để hạ uy tín của hoàng thái tử thân Anh đang sắp lên ngôi. Trong những năm 1880, Đức và các nước đế quốc châu Âu khác xâu xé châu Phi. Nước Đức giành được Togoland (giờ là một phần của Ghana và Togo), Cameroon, Đông Phi thuộc Đức (giờ là Rwanda, Burundi và Tanzania), và Tây Nam Phi thuộc Đức (giờ là Namibia).

## Những năm cuối đời
Năm 1888, hoàng đế Đức là Wilhelm I qua đời. Thái tử lên nối ngôi, tức hoàng đế Friedrich III. Nhưng vị vua này trước đó đã bị ung thư vòm họng và qua đời chỉ sau ba tháng cai trị. Con trai Friedrich III, Wilhelm II lên nối ngôi. Hoàng đế mới không đồng tình với chính sách đối ngoại thận trọng của Otto von Bismarck. Ông muốn mở rộng nhanh chóng lãnh thổ để bảo vệ vị trí của nước Đức.
Những mâu thuẫn giữa Wilhelm II và thủ tướng nhanh chóng khiến quan hệ của họ đổ vỡ. Bismarck tin rằng ông đủ sức áp đảo Wilhelm II và không chú ý nhiều tới những chính sách của nhà vua đề xuất vào cuối những năm 1880. Giọt nước cuối cùng làm tràn ly xảy ra vào đầu năm 1890 khi Bismarck cố gắng áp đặt bộ luật chống những người xã hội chủ nghĩa rất khó thực thi và không thực tế. Đa số trong nghị viện, là tập hợp của Đảng Bảo thủ và Đảng Quốc gia Tự do, nhất trí với nhau về phần lớn các điều trong bộ luật. Nhưng họ bị chia rẽ bởi điều khoản cho phép cảnh sát được quyền trục xuất những người xã hội chủ nghĩa tìm cách kích động quần chúng, một điều luật có thể bị Bismarck lạm dụng để chống lại các đối thủ chính trị của ông. Những người quốc gia tự do từ chối bỏ phiếu thông qua điều luật đó, trong khi những người bảo thủ chỉ chấp nhận việc thông qua toàn bộ đạo luật bởi lẽ Bismarck không muốn thay đổi bất kỳ điều khoản nào.

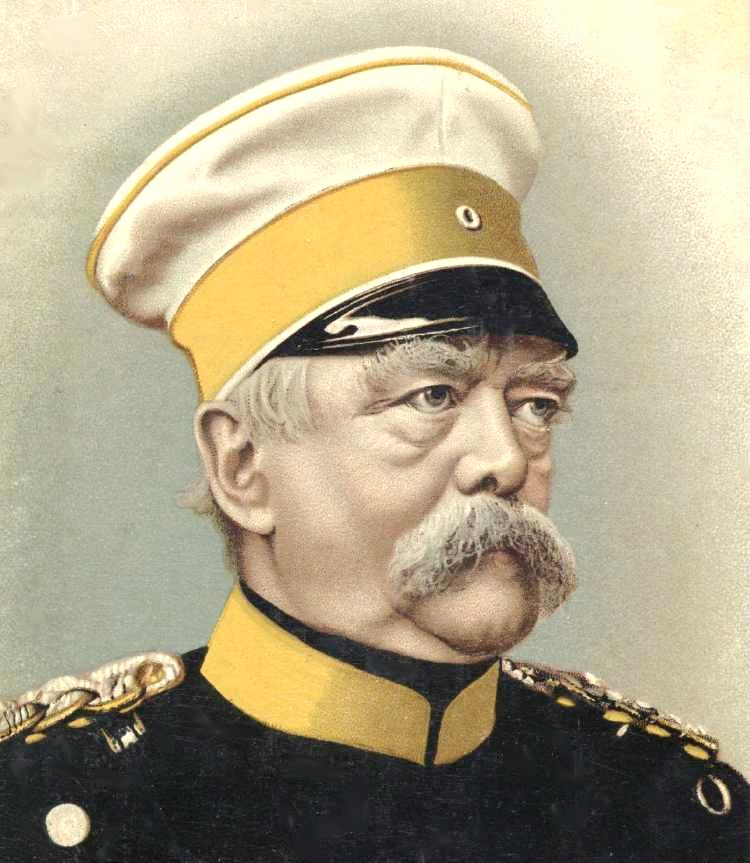
Bismarck, vào cuối những ngày làm chính trị.

Trong khi cuộc tranh cãi chưa có hồi kết, Wilhelm II ngày càng chú ý hơn đến các vấn đề xã hội, đặc biệt là cách chính quyền đối phó với cuộc đình công của những công nhân mỏ vào năm 1889. Nhà vua muốn duy trì một chính sách năng động cho chính phủ của ông và thường xuyên va chạm với Bismarck về các vấn đề xã hội. Bismarck hoàn toàn không đồng ý với chính sách của Wilhelm II và dùng mưu mẹo để phá vỡ kế hoạch của nhà vua. Mặc dù Wilhelm II ủng hộ bộ luật chống chủ nghĩa xã hội thay thế, Bismarck quyết định vận động để bộ luật bị phủ quyết. Ông muốn kích động những người xã hội chủ nghĩa tiếp tục đấu tranh cho tới khi bạo lực bùng phát và sẽ lấy đó làm cớ để đàn áp họ thẳng tay. Wilhelm II trả lời rằng ông không muốn bắt đầu thời đại trị vì của mình bằng một cuộc tắm máu. Sau câu trả lời của nhà vua, Bismarck nhận ra ông đã sai lầm và cố thỏa hiệp với Wilhelm II bằng cách đồng ý với các chương trình xã hội nhắm vào công nhân công nghiệp và thậm chí đề xuất một hội đồng châu Âu cùng xem xét các vấn đề điều kiện lao động do hoàng đế Đức chủ trì.

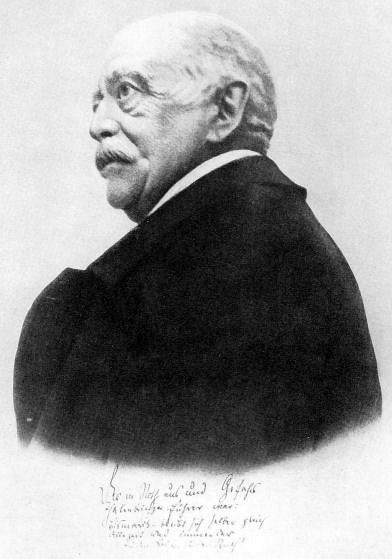
Bismarck trong sinh nhật lần thứ 80, ngày 1 tháng 4 năm 1895.

Bất chấp sự nhượng bộ đó, những sự kiện nối tiếp nhau dần dần khiến khoảng cách giữa ông và Wilhelm II ngày càng giãn rộng. Bismarck, cảm thấy bị áp lực và bị hoàng đế coi thường, ngày càng suy yếu bởi những cố vấn quá tham vọng, từ chối ký một tuyên bố liên quan tới việc bảo vệ quyền lợi cho người lao động cùng Wilhelm II (theo hiến pháp Đức, một văn bản chỉ có hiệu lực sau khi được cả vua và thủ tướng ký). Việc này là nhằm phản đối sự can thiệp của Wilhelm II đối với quyền lực vốn trước đó không ai dám thách thức của ông. Bismarck còn tiến hành những vận động hậu trường để phá hoại hội đồng lao động châu Âu lục địa mà Wilhelm dày công vun đắp.
Quan hệ trở nên tồi tệ hơn khi Bismarck tìm kiếm đa số phiếu ở nghị viện hòng áp đảo nhà vua trong đạo luật chống chủ nghĩa xã hội. Ngoài bộ phận "Kartell" ủng hộ Bismarck trong nghị viện, các thế lực khác bao gồm Đảng trung dung Thiên Chúa giáo và Đảng bảo thủ. Bismarck muốn thành lập một liên minh với Đảng trung dung và đã mời Ludwig Windthorst, người đứng đầu nghị viện, tới để thảo luận. Đó là âm mưu chính trị cuối cùng của ông. Wilhelm II nổi giận khi được tin về cuộc gặp gỡ đó. Ở một nhà nước nghị viện cộng hòa, đó là việc bình thường khi thủ tướng phải dựa vào đa số cũng như sự tín nhiệm ở nghị viện để vận hành chính phủ của ông và giúp các quyết định được thông qua. Tuy nhiên, ở nhà nước quân chủ nghị viện Đức, thủ tướng chỉ phụ thuộc vào sự tín nhiệm của hoàng đế và Wilhelm II tin rằng ông phải được thông báo trước khi những cuộc gặp gỡ như thế diễn ra. Sau một cuộc gặp căng thẳng trong văn phòng của Bismarck, Wilhelm II nổi điên và ra lệnh hủy bỏ điều luật tổ chức nội các có hiệu lực suốt từ năm 1851. Điều luật đó quy định các bộ trưởng trong nội các Phổ không được báo cáo trực tiếp lên nhà vua, mà phải báo cáo cho thủ tướng trước. Bismarck, bị đẩy vào tình thế không thể làm gì khác, viết một lá thư từ nhiệm đầy căm phẫn trong đó ông chỉ trích sự can thiệp của Wilhelm II vào chính sách đối ngoại và đối nội. Lá thư đó chỉ được công khai sau khi Bismarck đã chết. Rốt cuộc, Bismarck trở thành nạn nhân của chính những gì mà ông tạo ra. Bismarck thậm chí đã nhờ tới ảnh hưởng của hoàng thái hậu Friedrich, nhưng ông vẫn không thể thay đổi được quyết định của nhà vua.

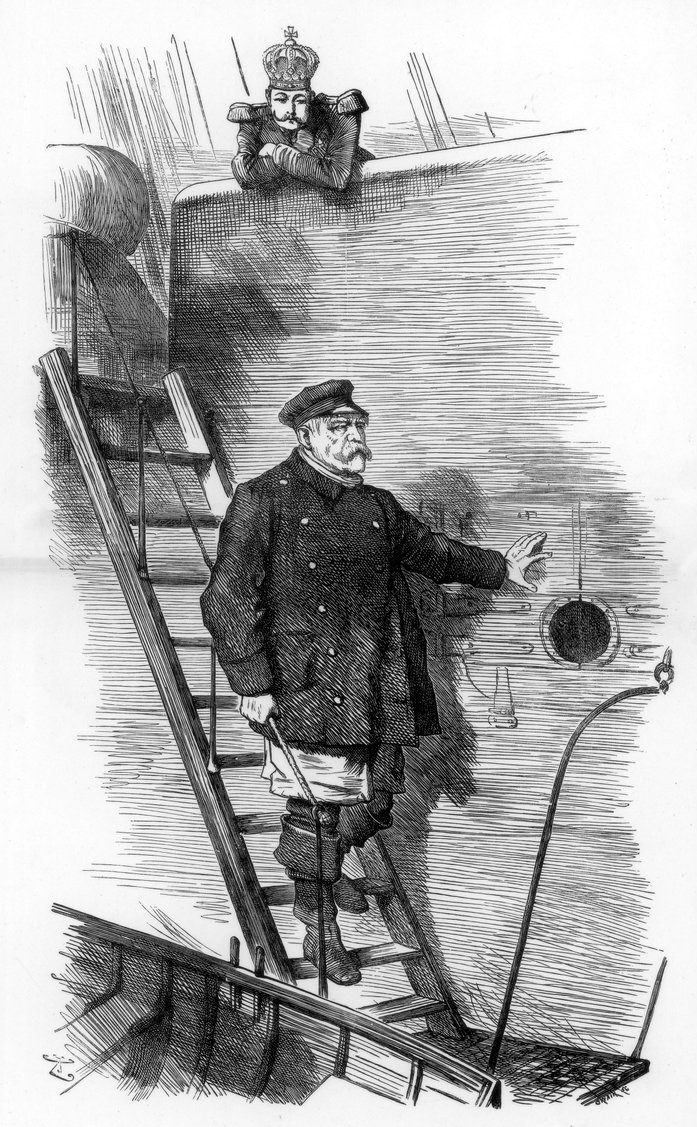
Bức biếm họa nổi tiếng Dropping the Pilot của họa sĩ Anh John Tenniel vẽ năm 1890 mô tả sự kiện Bismarck từ chức

Bismarck từ chức ở tuổi 75. Người kế nhiệm ông ở cương vị thủ tước Đức và thủ tướng Phổ là Leo von Caprivi. Để an ủi, ông được phong hàm đại tướng và quyền tư lệnh chiến trường (vì trong thời bình nước Đức không có tư lệnh chiến trường) và một danh hiệu quý tộc mới, Công tước xứ Lauenburg (Herzog zu Lauenburg). Ông còn được bầu làm đại biểu của Hamburg ở nghị viện, nhưng trong lần bầu cử thứ hai, ông bị thua một đối thủ dân chủ xã hội và trên thực tế không bao giờ ngồi ở nghị viện. Sau đó, Bismarck thực sự nghỉ hưu hoàn toàn tại điền trang Varzin (nay thuộc lãnh thổ Ba Lan) của mình. Một tháng sau khi vợ ông qua đời vào ngày 27 tháng 11 năm 1894, Bismarck chuyển tới Friedrichsruh, gần Hamburg và chờ đợi trong tuyệt vọng việc được gọi lại làm cố vấn cho chính phủ mới.
Ngay khi Bismarck phải rời vị trí của mình, dân Đức đã bắt đầu ca ngợi ông, gom góp tiền để xây những tượng đài như đài tưởng niệm Bismarck hoặc tòa tháp Bismarck-Denkmal để tưởng nhớ ông. Bismarck rất được trọng vọng ở Đức, nhiều tòa nhà được đặt theo tên ông. Nhiều quyển sách viết về ông thuộc loại bán chạy nhất. Ông cũng là đề tài ưa thích của các họa sĩ nổi tiếng.
Bismarck qua đời ngày 30 tháng 7 năm 1898 ở tuổi 83 tại Friedrichsruh, cũng là nơi ông được chôn cất. Trên bia mộ của ông là dòng chữ "Bầy tôi Đức trung thành của hoàng đế Wilhelm I".

## Di sản
Các nhà sử học đã đạt được sự đồng thời rộng rãi về tầm vóc của Bismarck đối với nền văn hóa chính trị của nước Đức trong vòng 125 năm qua. Theo đánh giá của nhà sử học người Mỹ Steinberg, những thành tựu của ông vào các năm 1862-1871 là "thành tích chính trị và ngoại giao lớn nhất của một nhà lãnh đạo trong vòng hai thế kỷ vừa qua."
Otto Pflanze cho biết, ngoại trừ hoàng đế Napoléon Bonaparte, không một nhân vật nào trong lịch sử châu Âu cận đại được yêu thích nhiều như Otto von Bismarck. Ông được nhiều người đương thời, cũng như các thế hệ sau ca ngợi như một vị anh hùng. Di sản quan trọng nhất của ông là công cuộc thống nhất nước Đức. Đối với người Đức, Bismarck và quá trình thống nhất đất nước của ông cũng đầy sức hút không kém Tổng thống Abraham Lincoln và cuộc nội chiến đối với người Mỹ. Do chế độ phong kiến phân quyền của Đế quốc La Mã Thần thánh cũ, nước Đức đã tồn tại như một tập hợp của hàng trăm công quốc và thành phố tự do riêng rẽ. Trải qua hàng thế kỷ trước thời Bismarck, nhiều vua chúa đã cố gắng hợp nhất các quốc gia Đức nhưng không thành công. Giờ đây, các vương quốc của người Đức và thống nhất thành một quốc gia-dân tộc, và có được điều này chủ yếu là nhờ các nỗ lực của Bismarck.
Sau khi thống nhất, nước Đức trở thành một cường quốc hàng đầu của châu Âu. Đường lối ngoại giao khôn khéo, thận trọng và thực dụng của Bismarck đã tạo điều kiện cho nước Đức giữ được vị thế hùng cường mà Bismarck đã đem lại cho mình bằng việc duy trì quan hệ đối ngoại hòa nhã với hầu hết các quốc gia khác. Ngoại lệ duy nhất là Pháp, quốc gia đã bị tàn phá bởi cuộc chiến tranh Pháp-Đức và các chính sách khắc nghiệt về sau này của ông đã khiến Pháp trở thành một trong những kẻ thù sâu cay nhất của Đức ở châu Âu. Thêm vào đó, mặc dù sự thành lập Đế quốc Đức làm suy yếu thế lực của Áo ở một mức độ nhỏ hơn nhiều so với Pháp, đế quốc 600 năm tuổi của nhà Habsburg không còn đóng một vai trò chi phối nào trên chính trường quốc tế từ thời điểm này. Bismarck tin rằng chừng nào Anh, Nga và Ý còn được trấn an bởi chính sách hiếu hòa của Đế quốc Đức, sự gây chiến của Pháp sẽ bị ngăn chặn. Thế nhưng, Hoàng đế Wilhelm II xóa bỏ đường lối ngoại giao sắc sảo của Bismarck và theo đuổi những chính sách dẫn tới sự hợp nhất của các cường quốc khác tại châu Âu chống lại Đức và Áo-Hung trong cuộc Chiến tranh thế giới thứ nhất.
Các nhà sử học nhấn mạnh rằng "chính sách lục địa bảo hoà" nhằm giữ vững ổn định ở Đức và châu Âu của Bismarck đã ngày càng trở nên không được ưa chuộng, do nó kìm hãm mọi ý đồ bành trướng. Trái ngược với đường lối hiếu hòa của ông là Chính sách Thế giới đầy tham vọng của Wilhelm II nhằm bảo đảm tương lai của đế quốc bằng các hoạt động bành trướng sức mạnh của Đức, góp phần dẫn đến Chiến tranh thế giới thứ nhất. Đồng thời, chính sách của Bismarck nhằm ngăn chặn tiếng nói chi phối của các thế lực quân phiệt trong việc đưa ra quyết định chính trị đối ngoại đã bị đảo lộn vào năm 1914 khi nước Đức trở thành một quốc gia vũ trang.
Bên cạnh đó, những nét tính cách cá nhân và tâm lý của ông không được các học giả nhìn nhận tích cực cho lắm. Steinberg khắc họa hình ảnh Bismarck như một thiên tài nham hiểm có thái độ căm thù sâu sắc, thậm chí là với những người bạn và họ hàng thân nhất của mình. Evans đánh giá ông là người "đáng sợ và vô liêm sỉ, lợi dụng tính mỏng manh chứ không phải là sức mạnh của người khác." Các nhà sử học người Anh, trong đó có Evans, Taylor, Palmer và Crankshaw, coi Bismarck là một nhân vật mâu thuẫn, là một người có tài năng xuất chúng không thể chối cãi nhưng không để lại một cơ chế lâu dài để định hướng những người kế thừa kém tài hơn ông. Thêm vào đó, là một người tận tâm với chủ nghĩa bảo hoàng, Bismarck không cho phép quyền lực của Đức hoàng chịu một sự hạn chế hiệu quả nào của hiến pháp, qua đó đặt một quả bom thời gian vào nền tảng của nước Đức mà ông kiến lập. Sự thiếu khả năng tự quản cho người dân Đức xuất phát từ chính sách của Bismarck đã khiến cho Georg von Bunsen kết luận: "Bismarck làm cho nước Đức vĩ đại và người Đức nhỏ bé".
Trong suốt gần 30 năm tại nhiệm của mình, Bismarck nắm giữ quyền lực không thể chối cãi chi phối các chính sách của chính quyền. Ông được sự hỗ trợ đắc lực của bạn mình là Albrecht von Roon, Bộ trưởng Chiến tranh, cùng với người Tổng chỉ huy trên thực tế của quân đội Phổ là Helmuth von Moltke. Các động thái ngoại giao của Bismarck đều trông cậy vào một bộ máy quân sự Phổ bách chiến bách thắng, và hai vị thủ lĩnh quân sự này đã mang lại cho Bismarck những thắng lợi mà ông cần thiết để thuyết phục các bang Đức hợp nhất dưới sự lãnh đạo của Phổ.
Bismarck đã từng bước dập tắt hoặc kiềm chế các phe đối lập chính trị, mà bằng chứng là các đạo luật hạn chế quyền tự do báo chí, cùng với các đạo luật chống chủ nghĩa xã hội. Các chính sách đối nội của ông không thu được nhiều kết quả mỹ mãn như đối ngoại. Ông đã phát động một cuộc đấu tranh văn hóa (Kulturkampf) chống lại Nhà thờ Công giáo cho đến khi ông nhận thấy tinh thần bảo thủ của người Công giáo có thể khiến họ trở thành những đồng minh tiềm ẩn của ông chống lại phe xã hội chủ nghĩa. Đức hoàng Wilhelm I hầu như luôn đồng tính với các quyết sách của Thủ tướng; trong một số lần tranh cãi, Bismarck buộc quân vương phải chấp thuận đường lối của mình bằng việc đe dọa từ chức. Tuy nhiên, về sau này, Wilhelm II muốn đích thân chấp chính và điều đó khiến cho việc loại trừ Bismarck trở thành một trong những mục tiêu đầu tiên của mình sau khi lên ngôi Hoàng đế. Với quyền lực tập trung vào tay Hoàng đế, các thủ tướng kế nhiệm Bismarck đều có tầm ít ảnh hưởng hơn nhiều so với ông.

### Những lời tiên đoán

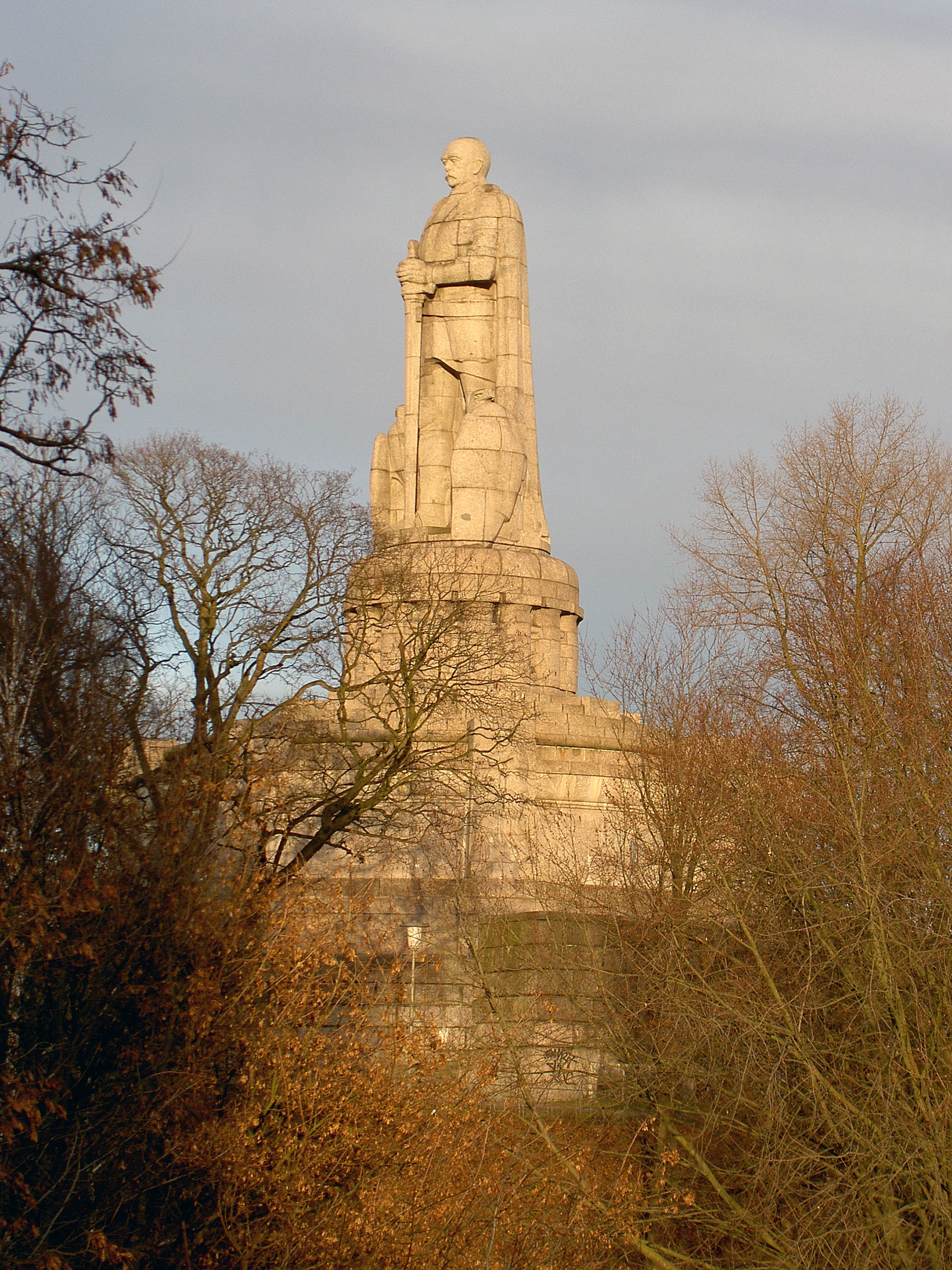
Đài tưởng niệm Bismarck ở Hamburg

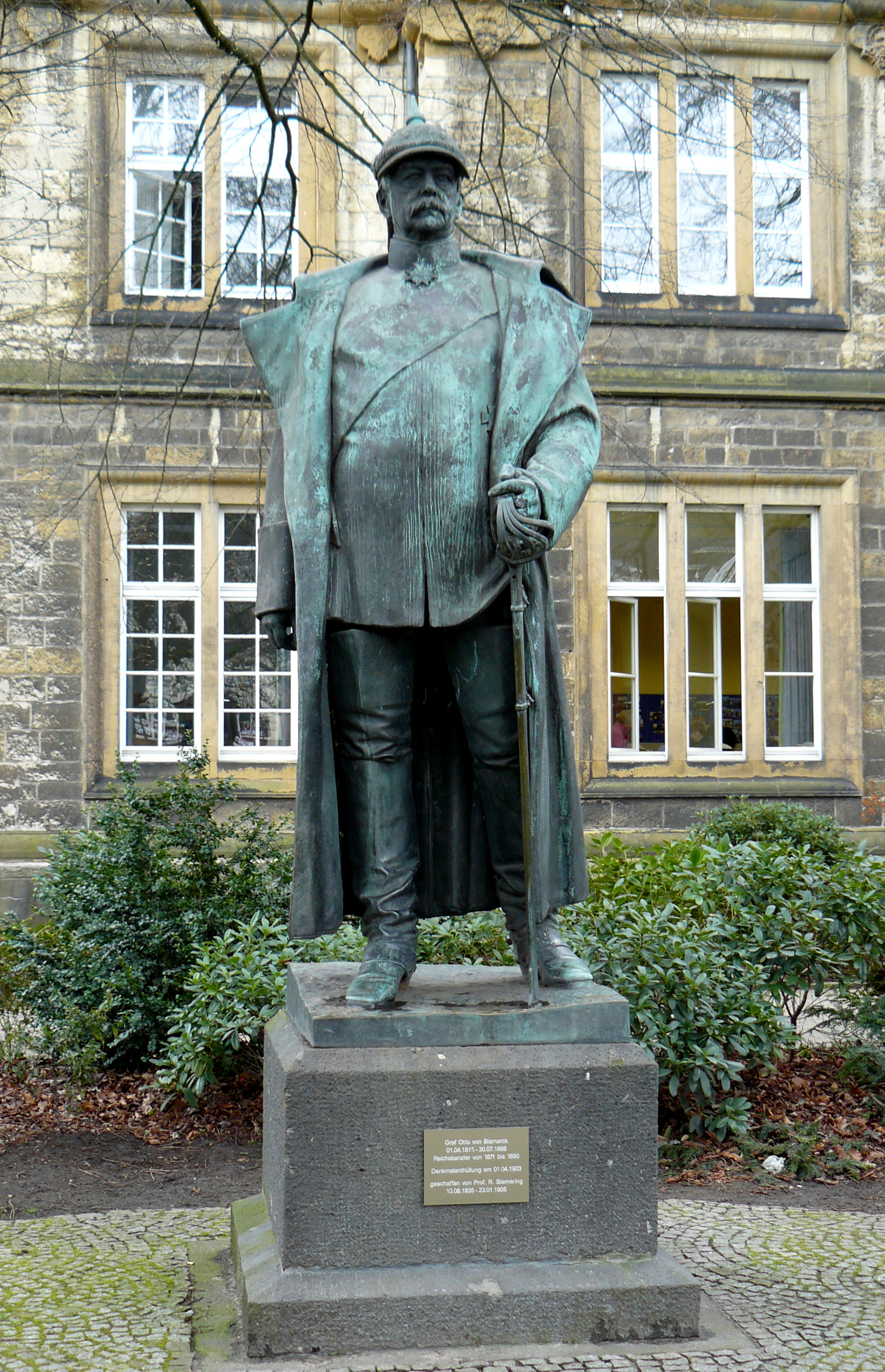
Đài tưởng niệm Bismarck ở Bielefeld

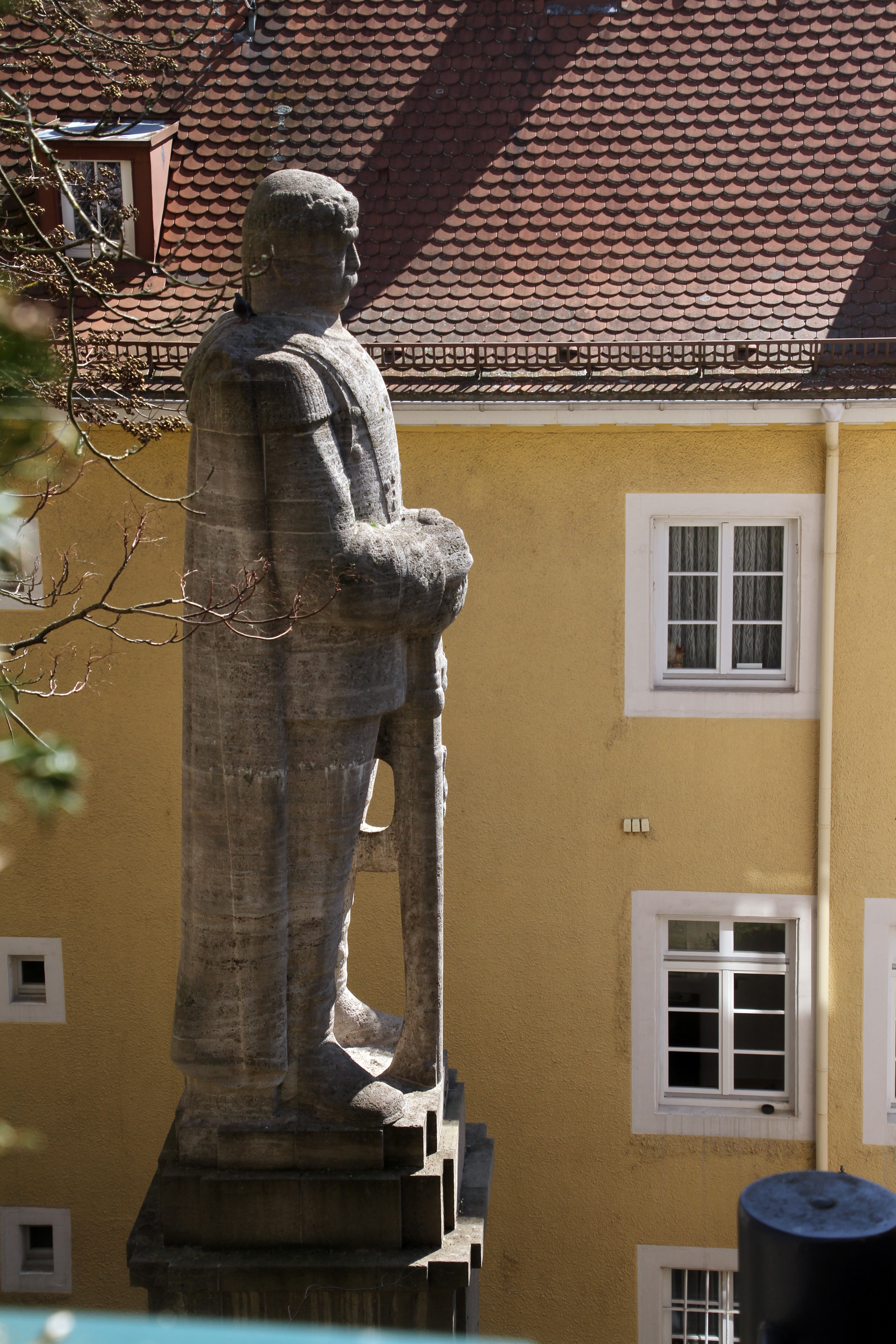
Đài tưởng niệm Bismarck ở Baden-Baden

Tháng 12 năm 1897, Wilhelm II đến thăm Bismarck lần cuối. Cựu Thủ tướng Bismarck đã cảnh báo hoàng đế về chính sách dựa vào những âm mưu của giới chính trị bảo thủ và quân sự tại đế chế Đức:
| “                   | Thưa Hoàng thượng, chừng nào ngài còn nắm được những sĩ quan quân đội, ngài còn có thể làm như mình muốn. Nhưng khi điều này không còn nữa, tình hình sẽ thay đổi rất nhiều đối với ngài. | ” |
| — Otto von Bismarck | |   |

Tiên đoán này thành sự thật khi hoàng đế Wilhelm II không còn nhận được sự ủng hộ của giới quân sự và bị lật đổ trong cuộc cách mạng Đức vào năm 1918.
Cựu Thủ tướng Bismarck còn hai tiên đoán chính xác đến kinh ngạc nữa:
| “                   | Jena (trận đánh quân Phổ đại bại trước Napoleon) xảy ra hai mươi năm sau khi Friedrich Đại đế mất. Nếu như tình hình chính trị cứ diễn biến thế này, hai mươi năm sau khi tôi qua đời (1898), một cuộc chiến mà chúng ta là kẻ thất bại sẽ bùng nổ. | ” |
| — Otto von Bismarck | |   |

Tiên đoán đó chính xác về sự nổ ra chiến tranh thế giới thứ nhất- nước Đức bại trận năm 1918, thậm chí đúng đến cả tháng kết thúc Chiến tranh thế giới lần thứ nhất mà Đức là một trong những nước thua cuộc.
| “                   | Một ngày nào đó, cuộc chiến lớn trên toàn châu Âu sẽ bùng nổ vì một sự kiện ngu ngốc tại Balkan. | ” |
| — Otto von Bismarck |                                                                                                  |   |

Lời tiên đoán này cũng đúng một cách kỳ lạ, Chiến tranh thế giới lần thứ nhất nổ ra chính là do vụ ám sát thái tử Áo-Hung Franz Ferdinand ở Bosnia năm 1914.

### Những pháp lệnh xã hội
Những năm 1880 là giai đoạn khởi đầu của nước Đức trên chặng đường dài để trở thành một nhà nước phúc lợi như ngày nay. Các đảng Dân chủ xã hội, Quốc gia tự do và Trung dung đều tham gia vào những khởi đầu cho các pháp lệnh xã hội, nhưng Bismarck mới chính là người thiết lập những nền tảng đầu tiên cho việc đưa các pháp lệnh phúc lợi xã hội vào thực tiễn đời sống. Chương trình phúc lợi của những người dân chủ xã hội bao gồm tất cả các chương trình Bismarck sẽ dần dần triển khai, nhưng cũng bao gồm các chương trình được thiết kế để ngăn chặn các chương trình được Karl Marx và Friedrich Engels ủng hộ. Ý đồ của Bismarck là triển khai các chương trình đó ở mức tối thiểu mà nhà nước Đức còn chấp nhận được nhưng không công khai nhượng bộ những người xã hội chủ nghĩa.
Chương trình của Bismarck tập trung vào các chính sách bảo hiểm hòng gia tăng sản xuất vật chất cũng như để thu hút sự ủng hộ chính trị của giai cấp công nhân Đức với chính phủ bảo thủ của giai cấp tư sản. Chương trình bao gồm các chính sách bảo hiểm y tế (1883), bảo hiểm tai nạn (1884), bảo hiểm tàn tật và lương hưu (1889), trước đó chưa bao giờ được thực hiện một cách sâu rộng như thế.

### Tưởng niệm

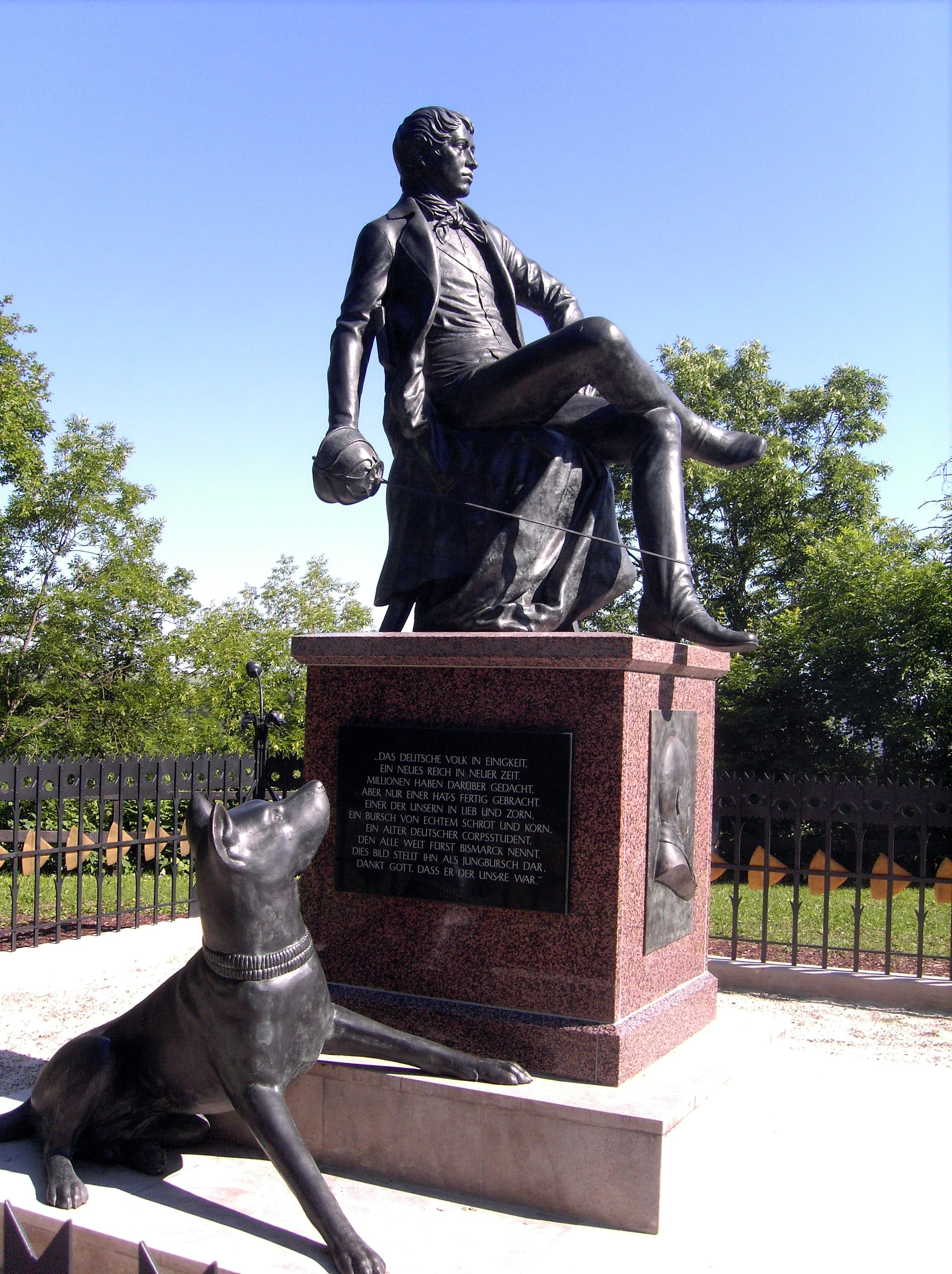
Đài kỷ niệm Bismarck với vai trò là sinh viên ở Rudelsburg

Hai chiếc tàu chiến của Hải quân Đế quốc Đức sau này, và một chiếc tàu khác trong Chiến tranh thế giới thứ hai (1939 - 1945), được đặt theo tên ông.
Rất nhiều đài tưởng niệm ở các thành phố, thị trấn và cả ở nông thôn trên toàn nước Đức được dựng lên để tưởng nhớ Thủ tướng Otto von Bismarck.
Ngoài ra còn có các địa danh đặt theo tên ông:
- Quần đảo Bismarck, gần New Guinea, trước kia là thuộc địa của Đức.
- Thành phố Bismarck ở bang Illinois, Mỹ.
- Thành phố Bismarck ở bang Bắc Dakota, Mỹ.
- Thành phố Bismarck tại bang Missouri.
- Biển Bismarck ở gần Papua New Guinea
- Bismarckburg (Kasanga, Tanzania)

### Trong các tác phẩm văn nghệ
- Bismarck - Chancellor and Demon ("Bismarck, thủ tướng và quỷ dữ"), một bộ phim tài liệu của Đức gồm hai phần ra mắt năm 2007 mô tả những cá tính khác nhau của Bismarck, do Christoph Weinert viết kịch bản và đạo diễn.[42][43]
- Otto von Bismarck là một nhân vật trong tiểu thuyết lịch sử Royal Flash, của tiểu thuyết gia nổi tiếng George MacDonald Fraser. Trong bộ phim cùng tên, vai Bismarck do Oliver Reed thủ diễn.
- Ngoài ra, Bismarck còn xuất hiện trong rất nhiều tranh vẽ được lưu giữ suốt từ cuối thế kỷ 19.